# 蔡英文
蔡英文（1956年8月31日—），中華民國政治人物、法學學者、教授與律師，民主進步黨籍，曾任中華民國總統（兼國家安全會議主席）、民主進步黨主席、中華文化總會會長、行政院副院長、立法委員、行政院大陸委員會主任委員、國安會諮詢委員等職務。
蔡英文求學期間先後獲得國立臺灣大學法律系法學組、康乃爾大學法學院法學碩士及倫敦政經學院法學博士學位。曾任教於國立政治大學法學院、商學院和東吳大學法學院。1986年，她參與世界貿易組織等國際談判，獲得政府賞識。在李登輝政府時期，她是國安會諮詢委員，為「特殊的國與國關係」理論的主要起草人。2000年陳水扁政府上台後，她以無黨籍學者身分擔任陸委會主委。
2004年，她加入民進黨擔任不分區立法委員。2006年，她擔任蘇貞昌內閣的行政院副院長，直到隔年總辭。民進黨在2008年總統選舉因敗選下野，她在民進黨聲勢低落時當選黨主席，任內帶領該黨轉型並在幾場選戰中勝出。2010年11月，她參與新北市市長選舉，敗給國民黨候選人朱立倫。2012年總統選舉中，她代表民進黨參選，但敗給競選連任的國民黨候選人馬英九，並辭去民進黨主席。2014年再度當選民進黨主席，並贏得九合一選舉13席地方縣市首長。
2016年1月16日，她再次代表民進黨參加總統選舉，擊敗國民黨候選人朱立倫、親民黨候選人宋楚瑜，為中華民國第三次政黨輪替，同年5月20日宣誓就任。2020年以約817萬的得票數順利連任，擊敗國民黨候選人韓國瑜、親民黨候選人宋楚瑜。其兩屆總統任內，所屬之民進黨在立法院皆取得過半席次。就任總統後，她續任黨主席直到民進黨在2018年九合一選舉失利後辭職。2020年連任後，她再度出任黨主席。民進黨於2022年九合一選舉再度失利後，她再度辭去該職。
蔡英文於2024年5月卸任中華民國總統，由時任副總統暨第16任總統當選人賴清德接任。
2024年10月她受邀訪問歐洲。
2025年5月中，蔡英文再次出訪歐洲。
蔡英文於其政治生涯中創下數個紀錄，包括首位女性民主進步黨主席、首位女性中華民國總統候選人、總統，以及華語世界首位女性國家元首。2020年當選連任時，她成為中華民國自1996年開放直選後，當選得票數最高的總統，及首位當選連任的東亞女性國家元首。

## 早年生活

### 家庭背景

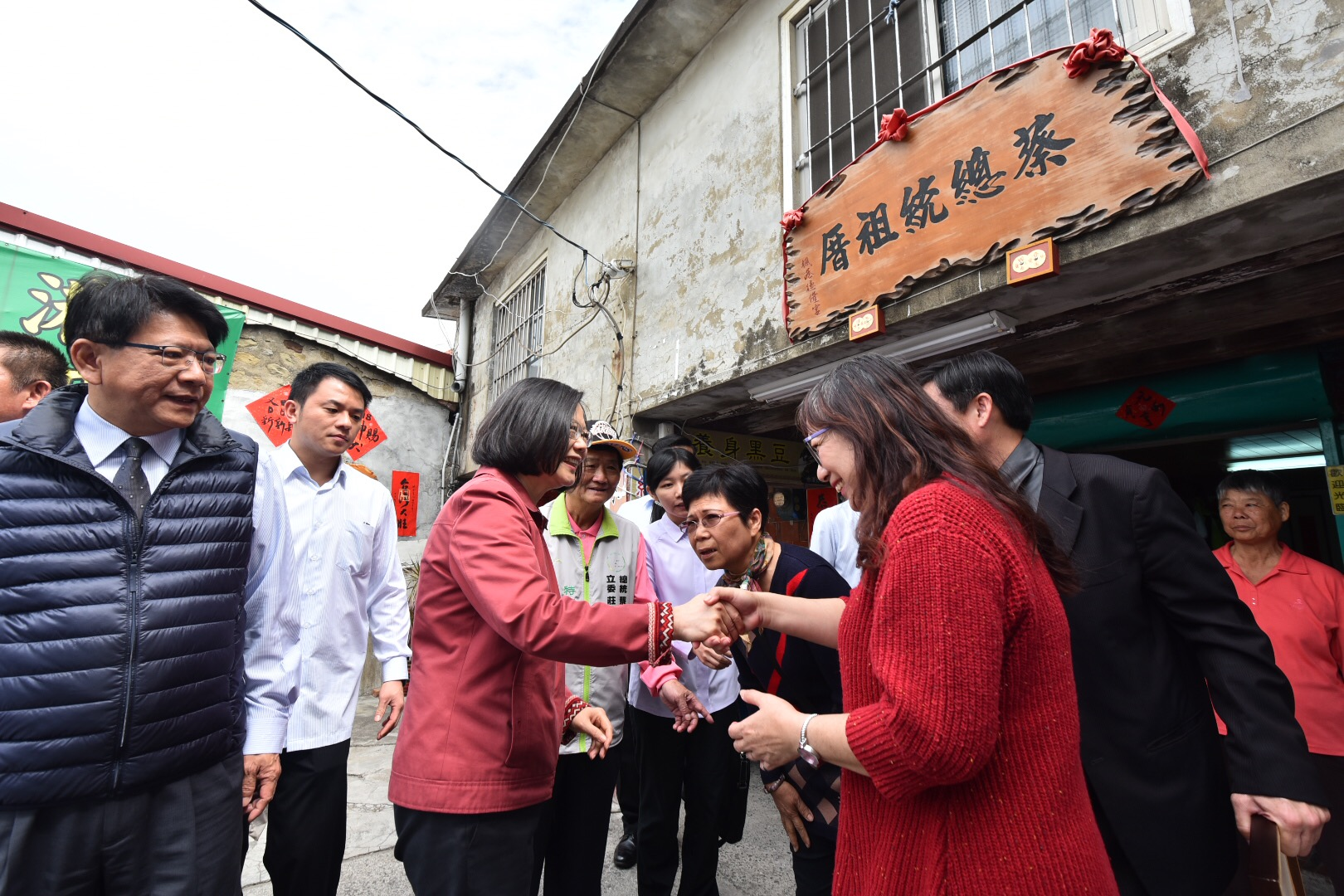
蔡英文在屏東縣縣長潘孟安的陪同下回到位於屏東縣枋山鄉楓港村的祖厝

1956年8月31日，蔡英文在臺北市中山區馬偕紀念醫院出生，後來搬到陽明山透天宅第「生園」。原本她依家譜譜名應命名「蔡瀛文」，但父親蔡潔生覺得「瀛」字筆劃太多，將名字改為「蔡英文」。家族來自屏東縣枋山鄉楓港村。她是福佬客家人和臺灣原住民族的後裔，有四分之一排灣族血統。父親那方，蔡英文的祖父出身中國廣東省嘉應州（今梅縣），後來成為楓港村的客家裔望族，祖母是屏東縣獅子鄉的排灣族。蔡英文的排灣族族名叫「Tjuku」，意思是太陽形狀渾圓之意，也有頭目女兒之意。
父親蔡潔生，過去為躲避日本軍徵召至南方作戰，到當時的滿洲國，在機械學校學習修理固定翼飛機。日本在第二次世界大戰投降後，他返回臺灣。他與妻子經營汽車修理店，為駐臺美軍及美國籍顧問們維修汽車，後來投入房地產投資，逐漸成為富有商人。他共有四個配偶和家庭，蔡英文的母親張金鳳是最後交往的一位，蔡英文便自嘲父親很厲害。他共有11個孩子，蔡英文是最小的一位。

### 學歷背景

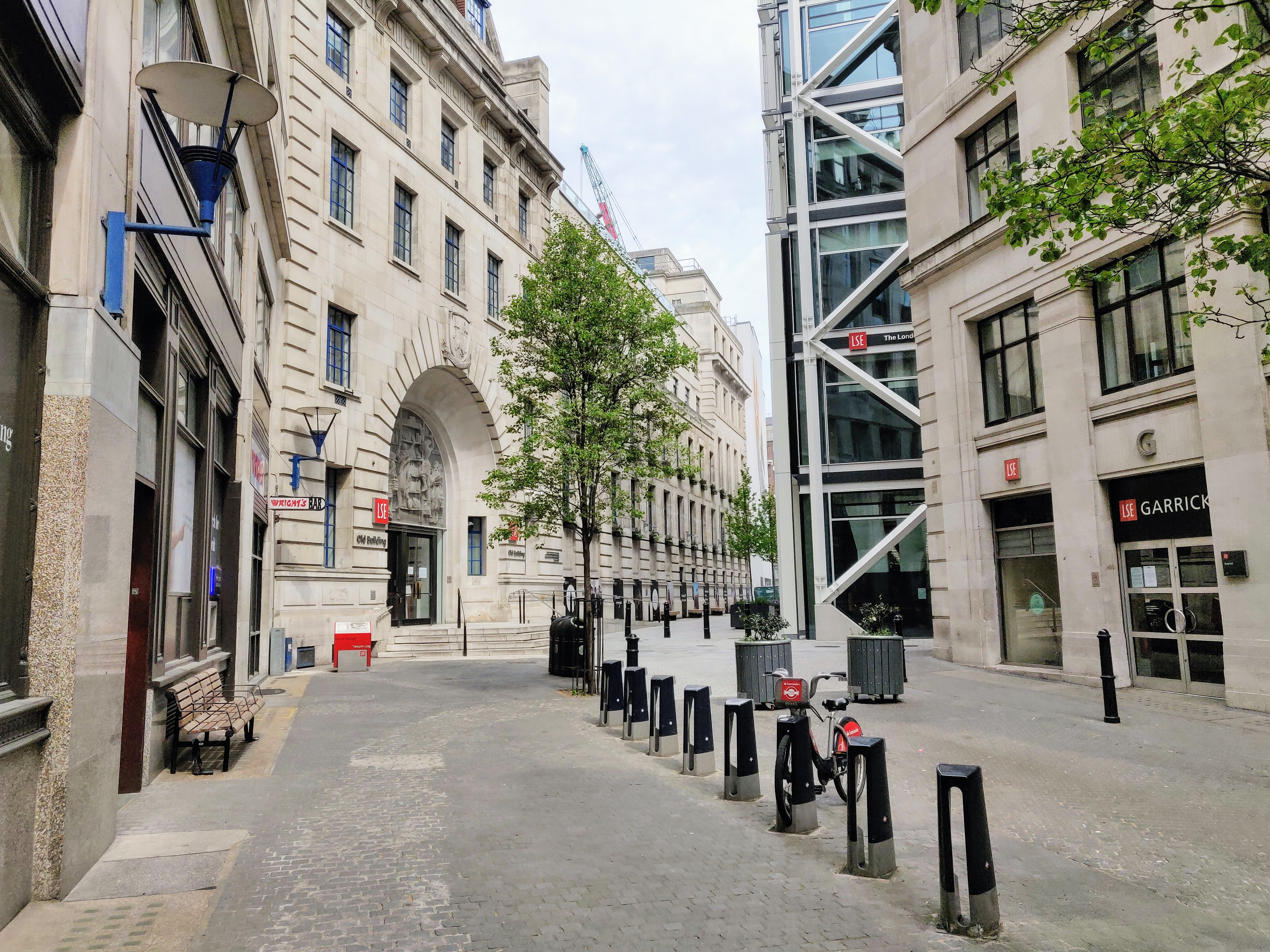
蔡英文於英國倫敦政治經濟學院就讀法學博士，畢業後返回臺灣任教

蔡英文從小備受父母與兄姐的疼愛。早期就讀臺北市私立雙連幼稚園，啟蒙教育完成後，便接受國民教育。1963年，就讀臺北市中山區長安國民小學。1966年，因學區劃分四年級的她轉學到新成立的臺北市中山區吉林國民小學。1971年，她以臺北市立北安國民中學第一屆畢業生畢業。1974年，於臺北市立中山女子高級中學畢業。
因家族企業需要法律相關背景，最終考取國立臺灣大學法學院法律學系，在就讀時曾有學科不及格，1978年，從臺灣大學取得法學士學位畢業，隨即前往美國攻讀碩士。1980年畢業於康乃爾大學，獲得法學碩士學位，隨後多留於美國1年，並考上該國律師執照。後來她到倫敦政治經濟學院攻讀法學博士，研究計畫的題目為《不公平貿易行為與保障措施》（Unfair trade practices and safeguard actions）。1984年，她從該校畢業，獲得法學博士學位。

## 早期工作

### 學術工作

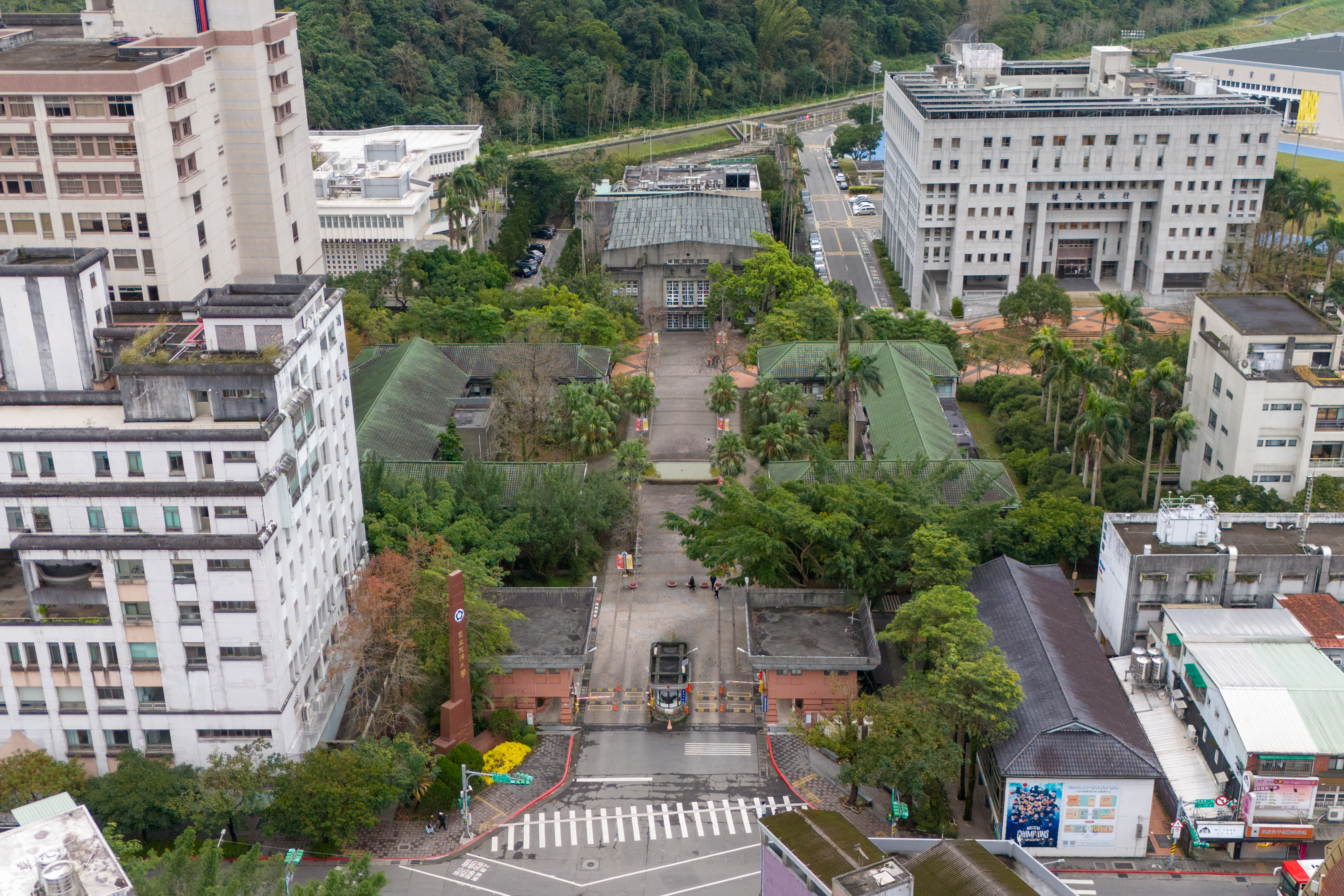
蔡英文曾在國立政治大學長期任教，專長為國際經濟法與競爭法

1984年，蔡英文遵從父親意思離開倫敦，返回臺灣並定居臺北市。同年獲聘在國立政治大學法律學系任教，先後任副教授及教授，專長為國際經濟法與競爭法，主要教授法律和國際貿易等科目。任教期間，她先後受聘在幾家律師事務所工作，包括早年聘任陳水扁為律師的聯合法律事務所及本土色彩濃厚的萬國法律事務所，主要擔任國際經濟法的諮詢顧問。
1991年，位於臺北市的東吳大學邀請蔡英文擔任新設的法律學研究所專任教授。她因此辭去政大職務，並改聘為兼任教授。1993年至2000年，蔡英文返回政大任教，擔任商學院國際經營與貿易學系教授。1996年，她取得中華民國律師資格，並在隔年經登記取得執業資格。

### 貿易談判代表
1986年，由於自身的國際貿易專業知識，蔡英文首次加入中華民國政府擔任相關官員，在1980年代後期開始參與臺灣對外的經濟貿易談判。她後來成為首席談判代表，在第一線參與關鍵談判。同時還加入政府，開始出任一系列重要、且政策導向的職務。在1993年至2000年，她擔任經濟部貿易調查委員會委員。在1995年至1998年，她獲委任行政院公平交易委員會委員、及內政部著作權委員會委員。
在1990年到2002年期間，臺灣的經濟體系試圖加入關稅暨貿易總協定、世界貿易組織。從1992年至2000年，她加入中華民國經濟部，擔任國際經濟組織的首席法律顧問，協助臺灣申請加入世界貿易組織。從1998年起，她更直接參與臺灣與世界貿易組織的談判，並向政府提出建議，從而發揮重要作用。
另外在1990年代，她還經常性參與亞太經濟合作會議的會議，曾擔任貿易及投資委員會服務業小組主席。2000年，在給民主進步黨主席陳水扁上過「世界貿易組織專案課程」後，讓陳水扁對她讚賞不已，後來因看重其主導「特殊的國與國關係」、多次參與國際談判、及參與海峽兩岸「辜汪會談」等，決定延攬當時尚不知名的她進入執政團隊。

### 兩岸關係幕僚

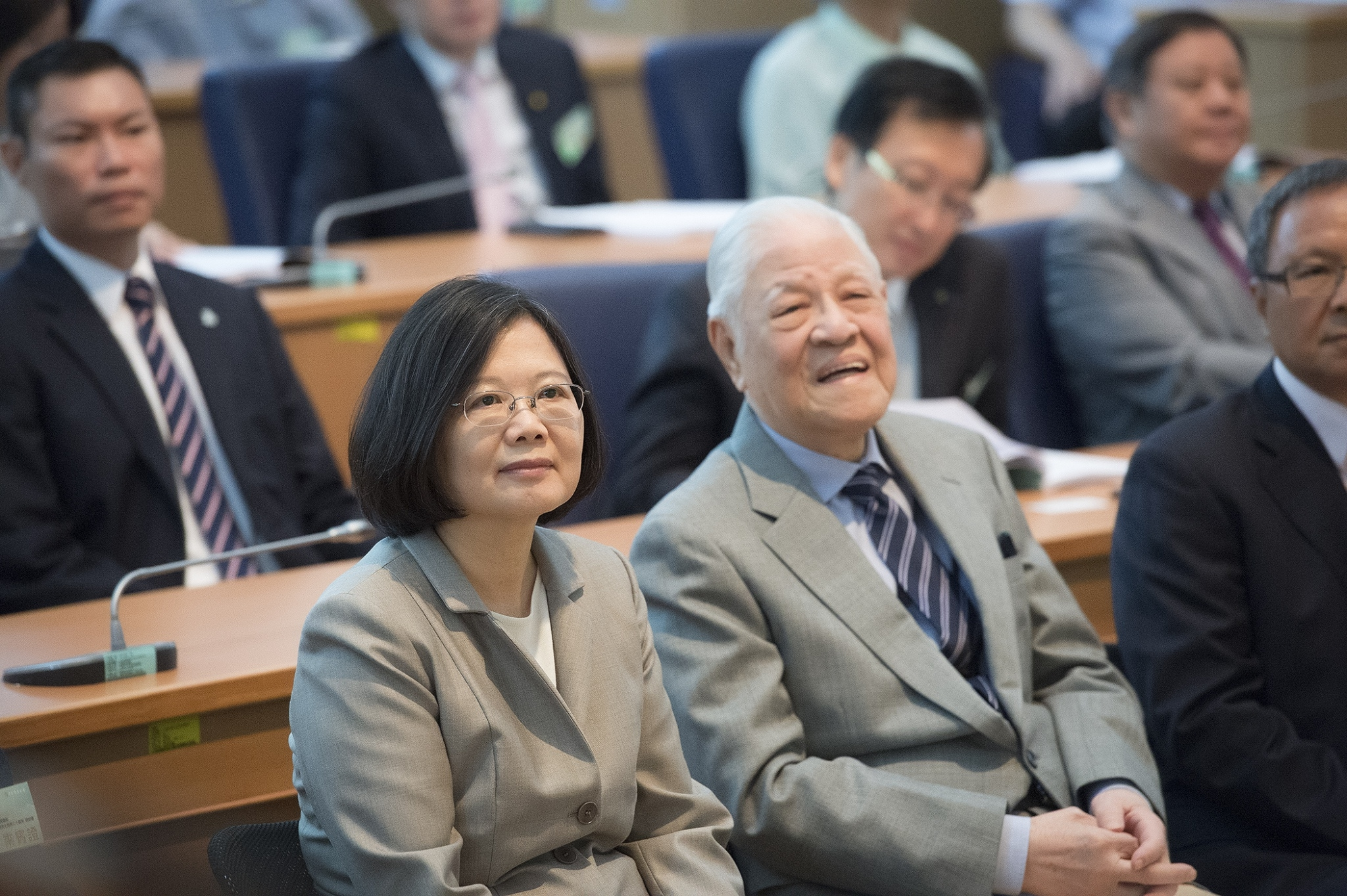
蔡英文受到前中華民國總統李登輝（右）的賞識，並參與提出「特殊的國與國關係」

1994年，在經過長期的國際事務歷練後，蔡英文深深獲得時任中華民國總統李登輝等政府高級官員的賞識，並欽點她擔任李登輝政府的兩岸問題專家。從1994年至1998年，蔡英文擔任行政院大陸委員會諮詢委員會委員，協助統籌處理海峽兩岸關係事務。其政治生涯因這次機緣，長期與兩岸問題有密切關係。在1994年至1995年，她擔任《香港澳門關係條例》起草研究小組召集人，負責起草管理臺灣、香港與澳門間經濟關係的法案。
從1990年代後期起，海峽兩岸關係歷經數次波動。1998年，她以行政院大陸委員會諮詢委員身分，出席第二次辜汪會談，擔任隨團發言人。1999年至2000年，李登輝聘請她兼任中華民國總統府國家安全會議諮詢委員，及出任第六屆國家統一委員會研究委員，成為身邊的重要幕僚之一。1999年，在國家安全會議的專案委託下，擔任李登輝執政最著名的「特殊的國與國關係」研究小組召集人。在這期間，她由中華民國國家安全局局長丁渝洲提撥研究經費，參與「特殊的國與國關係」解決方案的起草，是研究報告的主筆人，此后李登輝採用該研究成果，公開提出「特殊的國與國關係」理論，導致1999年海峽兩岸關係陷入緊張。這段歷史曾讓馬英九在出席競選活動時要求說明，中國共產黨也藉此指控她是「分裂中國的始作俑者」。

## 步入政壇

### 陸委會主委

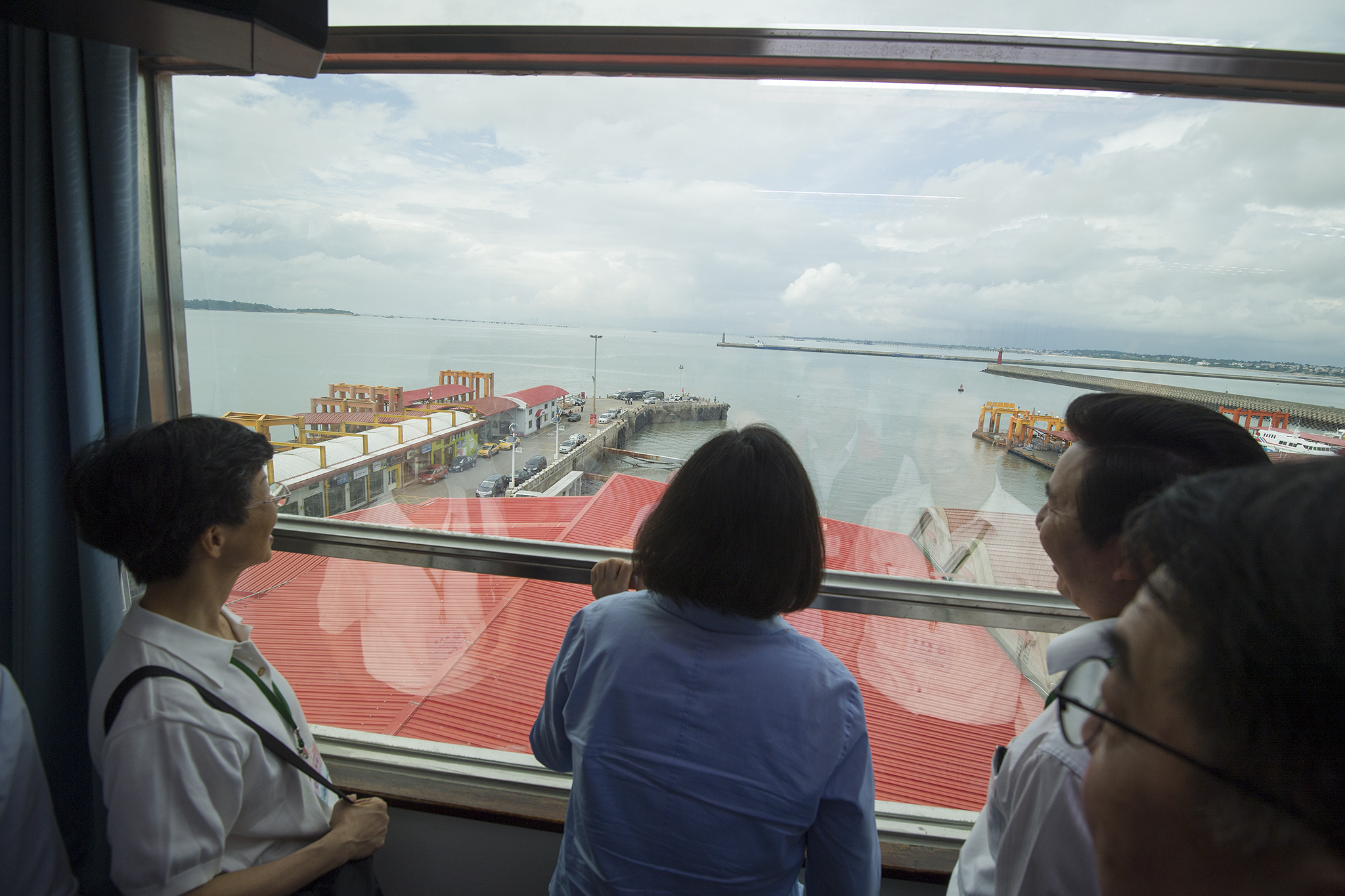
在行政院大陸委員會主任委員任內，蔡英文最重要的海峽兩岸政策便是建立小三通模式

2000年，民主進步黨候選人陳水扁當選總統，並在5月20日就職。這是民進黨首次執政，對內需要擴展民意支持、鞏固政權基礎，對外則要穩定海峽兩岸關係。陳水扁任命蔡英文擔任行政院大陸委員會主任委員，並參加國家安全會議，開始其高層政治生涯。這是她第一次真正步入政壇，也正式與中華人民共和國交手。作為陳水扁政府首位行政院大陸委員會主任委員，她也是行政院大陸委員會首位女性主任委員、及首位完成4年任期的主任委員。
在這期間，她認為「特殊的國與國關係」是開創海峽兩岸關係新架構的提議，並緊急阻止陳水扁为了改善两岸关系而接受「九二共識」的做法。在這期間，蔡英文最重要的海峽兩岸政策，是在第一線與中國大陸協商，最後促成「小三通」模式自2001年1月1日起開放，實現小規模的通商、通航和通郵。她還曾自稱是臺灣人，也是文化和血緣上的中國人。2001年，陳水扁对中国大陆释出善意，又提出「統合論」，蔡英文則避開新聞媒體不斷追問的實質內涵，只以「善意」和「彈性」解釋。蔡英文也以其英語口才和精確表達聞名，在2002年擔任調解人員，前往美國解釋陳水扁提出的臺灣和中國是「一邊一國」的說法。2004年，她還參與公民投票辯論，不過認為這具有表演性質。
在缺乏和中華人民共和國交流和合作的管道下，行政院大陸委員會還協調立法院通過《臺灣地區與大陸地區人民關係條例》修法、兩岸春節包機直航、完成臺灣和香港航權談判等。蔡英文致力處理及主持海峽兩岸政策的發展，使她很快便倍受關注。她在連續4年的內閣閣員滿意度輿論調查都是第一名。相對地，中華人民共和國政府則是把其視為「鬥爭與談判的對手」，並運用「文攻武嚇」的策略。

### 不分區立委

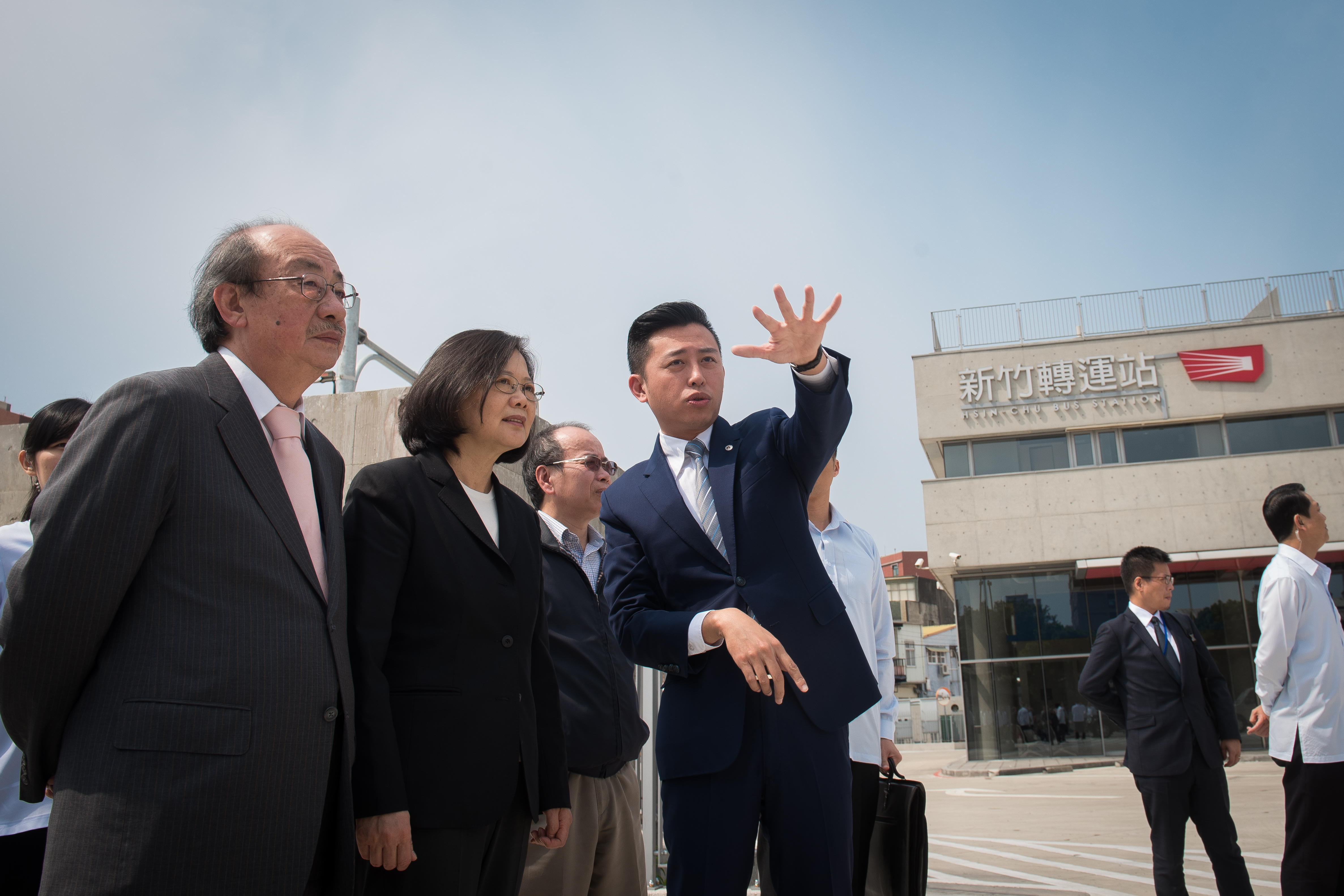
在擔任立法委員時，柯建銘（左一）和蔡英文分別擔任民主進步黨立法院黨團正副總召集人

蔡英文原本是一位無黨籍人士，直到2004年9月7日才正式加入民主進步黨，使得她的政治生涯很晚才開始。在2004年至2005年間，她轉而擔任中華民國總統府國策顧問。由於中華人民共和國沒有預料到民主進步黨在2004年以些微支持险胜而還能執政，國務院臺灣事務辦公室系統受到嚴厲批判，迫使他們重新評估蔡英文等人。
同年的立法委員選舉，她接受民主進步黨提名為政黨不分區立法委員第六名候選人。12月11日，當選立法委員。2005年2月11日，正式就任。蔡英文在立委任內除了加入立法院財政委員會，還擔任民主進步黨立法院黨團副總召集人。2005年初，陳水扁準備接受「九二精神」來重啟海峽兩岸談判時，國務院臺灣事務辦公室亦十分關注蔡英文的意向。
2006年，蔡英文被攬進入蘇貞昌內閣，並任命其擔任行政院副院長。1月23日，蔡英文辭去立法委員職務，改由國立中興大學行銷學系教授吳明敏遞補缺職。

### 副揆之路

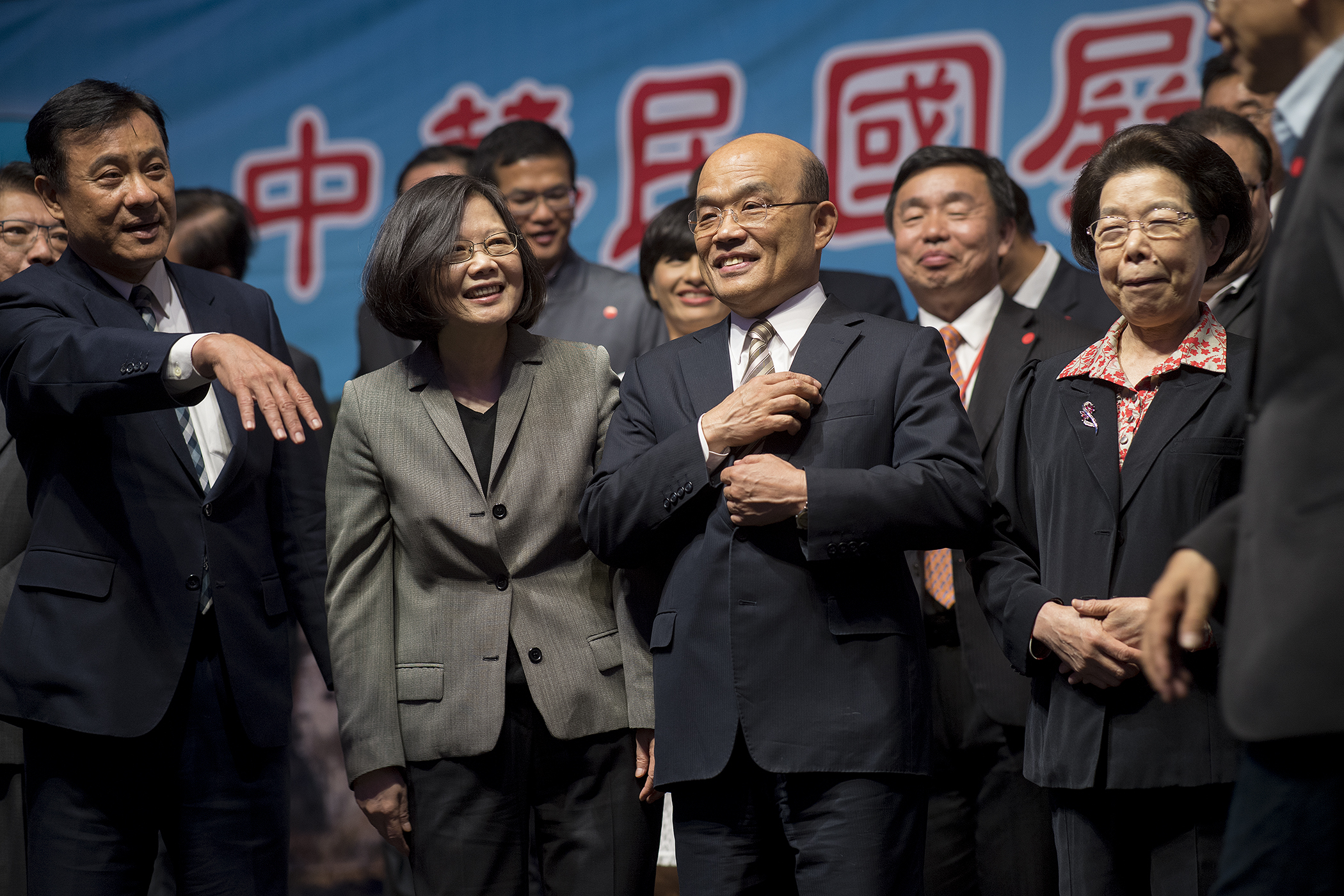
在蘇貞昌（右三）第一次擔任行政院院長時期，蔡英文便接任行政院副院長

2006年1月25日，蔡英文接任行政院副院長（副閣揆）一職，主導財經政策，同時還兼任行政院消費者保護委員會主任委員。就是在這時期，臺北市政壇也流傳出「小龍女」這個封號，不過這個綽號的背後便有「不食人間煙火」的意思。
2007年3月28日，蔡英文因不滿國光石化開發案卡在環境影響評估審查，要求簡化環評流程。而在4月底，她則是主持國家永續發展會議，在該次會議上便有許多成員熱烈提案討論。在這期間，她還與臺灣著名研究機構中央研究院、及國家生技醫療產業策進會合作，協助起草《生技新藥產業發展條例》。而作為行政院消費者保護委員會主任委員，其施政滿意度則是維持在第一名。
根據一份遭洩密的2006年美國外交電報中指出，蔡英文以技術官僚身分奠定「堅定的談判者」、「聰明的內行人」以及「經濟歷練令人驚豔」的名聲，並且被認定其能力極強、很有說服力。不過在5月17日，隨著新行政院院長張俊雄及其內閣獲得任命，蔡英文在這波內閣改組中遭到撤換，並由中華民國總統府秘書長邱義仁出任行政院副院長。

### 宇昌董事長
2007年5月21日，行政院院蘇貞昌宣布總辭職當日，蔡英文便和其他幾位蘇貞昌內閣的部長跟進辭職。在辭去行政院副院長後，蔡英文返回家鄉屏東縣，暫不從事任何政府或政黨職務。隨後她則接任家族投資的臺灣生物技術公司宇昌生技的董事長。不過中國國民黨後來指控她在擔任行政院副院長的時候，批准政府投資臺灣製藥公司，同時計畫離開政府後便領導該公司。對於這項質疑，最終最高法院檢察署特別偵查組澄清並沒有相關指控的不當行為。
儘管蔡英文已經兩度接受總統陳水扁的重要任命，但較晚才成為民主進步黨黨員的她，被認為是與陳水扁或民主進步黨沒有緊密的聯繫。蔡英文甚至曾被中國國民黨認為是一個誠實而有才華的人，並且作為競選夥伴，能夠吸引民主進步黨的選民。2008年，中國國民黨參選人馬英九開始尋覓中華民國副總統的人選時，曾表示性別、行業甚至政黨色彩都不會被視為阻礙，就有傳出提名蔡英文的想法。同年，楊甦棣則是撰寫外交電報，認為蔡英文這位「深思熟慮的」臺灣政治人物將在政壇崛起。

## 在野時期

### 出任黨主席

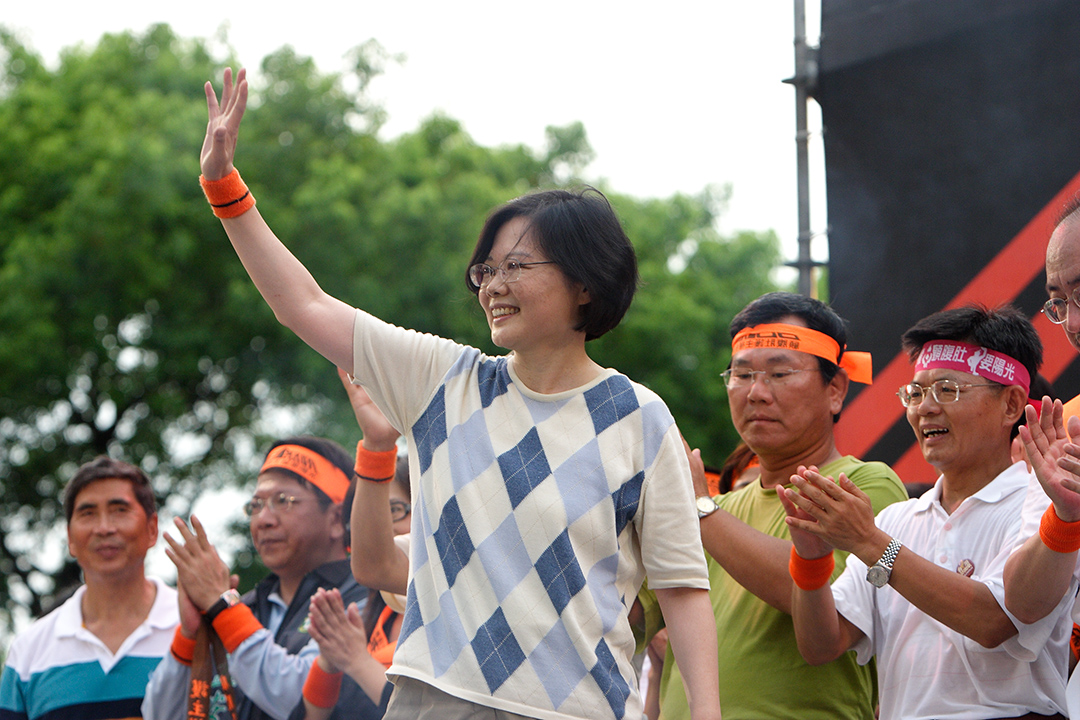
2008年8月30日，蔡英文出席在臺北市凱達格蘭大道舉行的830百日怒吼大遊行活動

2008年3月，民主進步黨面臨陳水扁執政8年的腐敗等醜聞，及在立法委員選舉、和正副總統選舉的慘敗。中國國民黨重新掌握政權後，轉為在野黨的民主進步黨聲勢處在最低點，除了失去臺灣民眾信賴，也遭遇基本盤瓦解、及經濟困難等危機。蔡英文接受前中央研究院院長李遠哲的力勸，參選民主進步黨主席。當時蔡英文經陳水扁不斷栽培、快速歷練竄升，其完整的政治歷練超過許多黨內成員，所參與累積的決策經驗也十分豐富。
5月20日，就在馬英九就職總統之際，蔡英文在黨主席選舉中獲得73,865張選票（得票率57.14%），以過半票數擊敗蔡同榮和辜寬敏成功當選。5月21日，蔡英文接替謝長廷出任第十二屆黨主席，除了是民主進步黨歷史上首位女性正式黨主席，也是臺灣第一位女性主要政黨領袖。蔡英文隨後表示該黨將致力推動深化臺灣本土化運動，同時捍衛社會正義。
蔡英文還批評馬英九只提及更緊密的海峽兩岸關係，質疑其在臺灣國家主權問題的立場，並駁斥馬英九政府的「九二共識」。在總統府抨擊蔡英文為獨立極端分子後，她則批評政府未回答其問題，並給其他人貼上標籤。學者出身的她投入政黨事務，一開始讓各界感到訝異；但她也給民主進步黨帶來深遠影響，支持者認為她是敗選後改變轉型的功臣，帶領該黨重新找回支持者對其的信心，並且逐漸扭轉情勢。在擔任黨主席後，她尋求更多受過高等教育的黨員競選公職，並且領導該黨。
對於陳水扁被以貪汙罪起訴，在其承認將競選資金轉移海外後，蔡英文便對洗錢嫌疑向公眾道歉，表示不會掩蓋其作為，以也以廉政委員會展開內部調查。11月6日，因應海峽兩岸關係協會會長陳雲林首次訪問臺灣、並簽署經濟協議，民主進步黨舉辦「嗆馬圍陳」遊行，抗議馬英九打壓臺灣主權。但儘管事先收到情報，遊行過程仍爆發嚴重流血衝突。蔡英文後來將責任歸咎到台灣黑社會分子，不過竹聯幫、四海幫、松聯幫及天道盟四大幫派否認介入。

### 連任黨主席

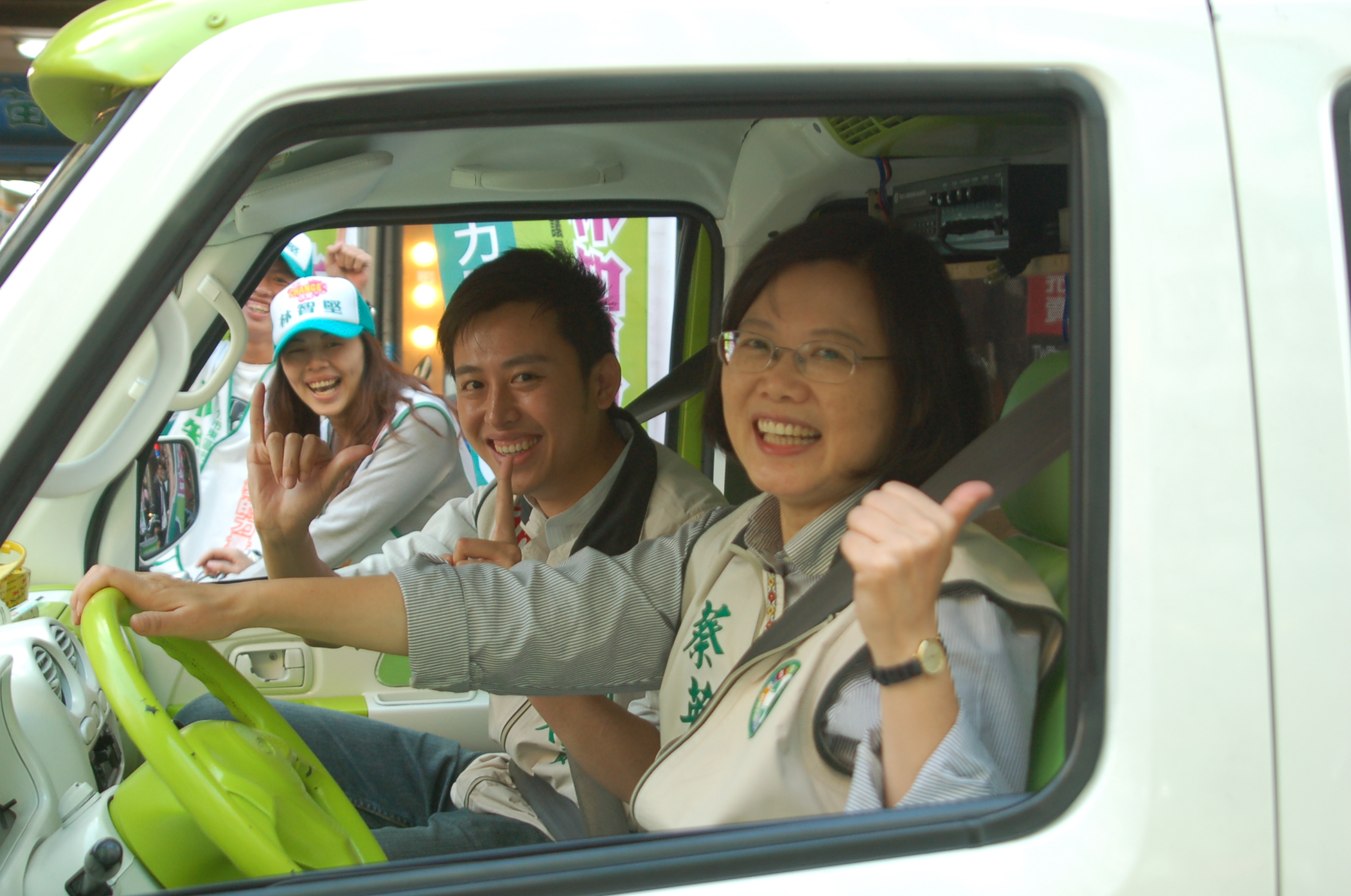
2009年11月，蔡英文以民主進步黨主席身分，為該黨新竹市議員候選人林智堅助選造勢

2009年9月26日，蔡英文擔任黨主席的第一次選戰，是雲林縣第二選舉區舉行的立法委員缺額補選，民主進步黨提名的劉建國壓倒性地大勝。在其有效領導下，該黨連續在2009年各式選舉、和2010年初立法委員補選等多次重要選戰中取得勝利。2009年9月，在高雄市市長陳菊邀請下，蔡英文與訪問臺灣的第十四世達賴喇嘛會面。12月，蔡英文計畫訪問日本，與支持民主進步黨的日本政治人物交流，此舉引發中華人民共和國外交部強烈反對。
2010年1月1日，她在新年致詞中正式宣告開始制定在野黨的「十年政綱」，並於3月表示「十年政綱」要分四階段進行。
4月25日，蔡英文和馬英九針對將與中華人民共和國簽署的《海峽兩岸經濟合作架構協議》進行電視辯論，這場由朝野兩位黨主席親自進行的辯論被稱作「雙英辯論」，亦有媒體將此視為2012年總統選舉的前哨戰。馬英九認為貿易協議將增加臺灣對中國大陸的出口、並降低失業率，蔡英文則表示協議迫使臺灣開放中國大陸廉價出口產品，一些臺灣產業會受到中國大陸貿易入侵的衝擊，且使臺灣在海峽兩岸關係失去獨立性。後者認為臺灣應該在世界貿易組織框架下與中國談判，以提供更多貿易保護。
5月23日，蔡英文再次競選民主進步黨主席，對手為尤清。最後她以90.33%得票率成功當選，成功再次連任，是民主進步黨第一位黨員直接選舉連任的黨主席。這鞏固其領導地位，成為泛綠陣營共主。在這期間，她則提出有爭議的見解，認為中華民國是在臺灣的「流亡政府」。8月，民主進步黨全國黨代表大會通過「十年政綱」，正式成為該黨正式文件。
同年，她參選新北市市長選舉，與中國國民黨提名的候選人朱立倫競爭，這是其首次角逐政治大位。因兩人都曾任行政院副院長（副閣揆），被戲稱為「副揆之戰」。11月27日，蔡英文在新北市市長選舉以得票率47.39%敗選，敗給獲得52.61%選票的朱立倫，雙方約有11萬張票（得票率5.22%）的差距。
| 2010年直轄市長選舉（新北市） | 2010年直轄市長選舉（新北市） | 2010年直轄市長選舉（新北市） | 2010年直轄市長選舉（新北市） | 2010年直轄市長選舉（新北市） | 2010年直轄市長選舉（新北市） | 2010年直轄市長選舉（新北市） |
| 號次                         | 候選人                       | 性別                         | 政黨                         | 得票數                       | 得票率                       | 當選標記                     |
| ---------------------------- | ---------------------------- | ---------------------------- | ---------------------------- | ---------------------------- | ---------------------------- | ---------------------------- |
| 1                            | 朱立倫                       | 男                           | 中國國民黨                   | 1,115,536                    | 52.60%                       |                              |
| 2                            | 蔡英文                       | 女                           | 民主進步黨                   | 1,004,900                    | 47.39%                       |                              |

### 選舉失利

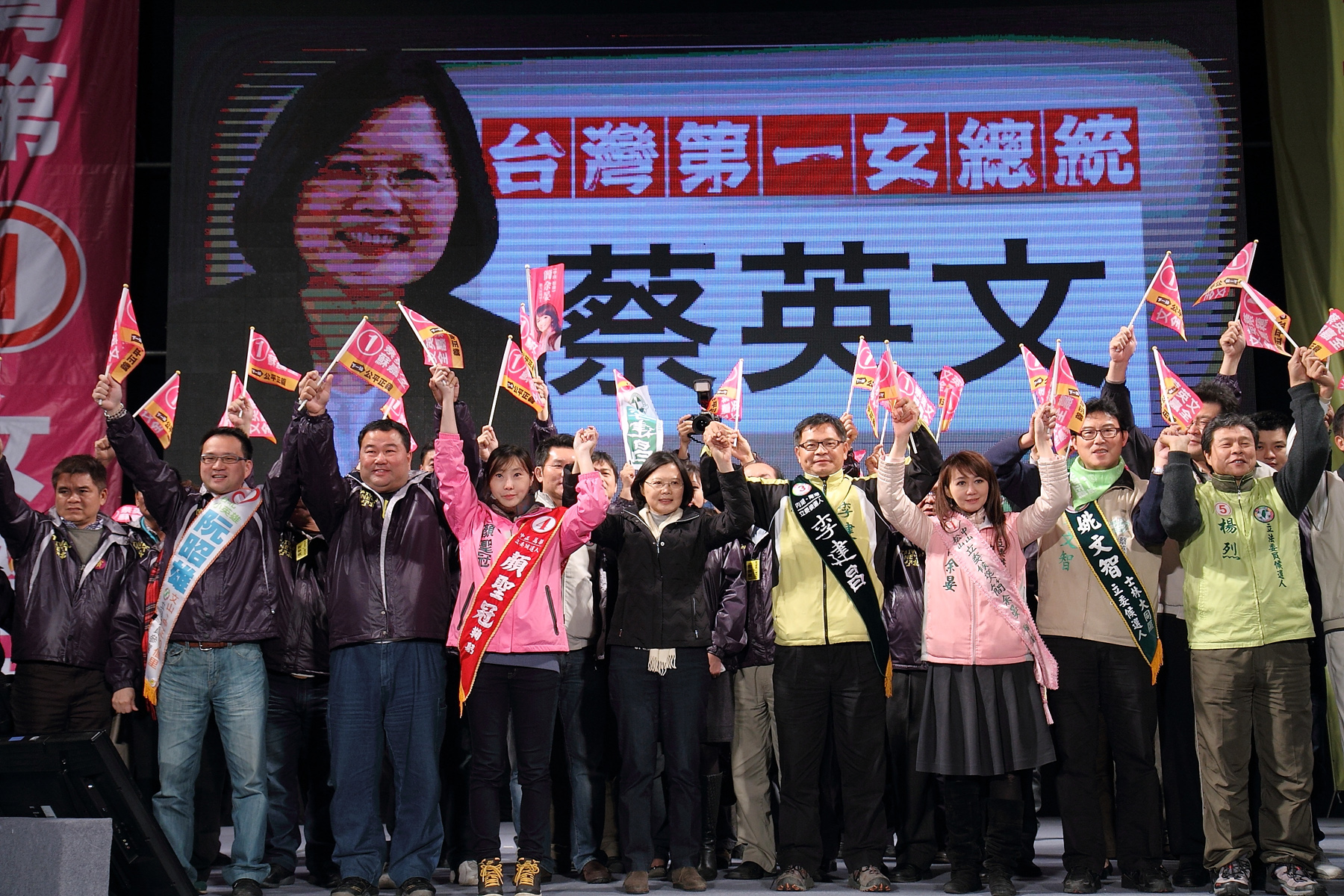
2011年12月25日，蔡英文參加在臺北市舉行的「公平正義、撲滿台灣」造勢晚會

2011年3月11日，蔡英文正式宣布競選民主進步黨第十三任總統候選人提名初選，首次表態參選總統。她在該黨全國範圍的電話輿論調查中勝出。4月27日，民主進步黨宣布她在初選勝出，成為該黨在總統選舉提名的候選人，除了首度代表該黨參選總統，也成為臺灣歷史上第一位女性總統候選人。在成為該黨總統候選人後，其競選活動試圖帶動社會問題關注，同時提出臺灣共識主張，寄望能夠重新奪回執政權。
但因海峽兩岸關係政策細節不清楚，她遭該黨前立法委員郭正亮質疑過於抽象，陳水扁辦公室前主任陳淞山還認為十年政綱也是「空心政見」。9月9日，蔡英文宣布前中華民國內政部部長、民主進步黨秘書長蘇嘉全為副總統搭檔候選人。在10月8日的國慶日前兩天，蔡英文改變其描述，稱「臺灣是中華民國、中華民國是臺灣」，且中華民國並非外來政府。但在這次激烈的競選中，因為她拒絕「九二共識」，及民主進步黨的臺灣獨立運動的立場，中國大陸並沒有正面回應其參選提名，甚至大肆抨擊，將她稱做「麻煩製造者」或「分裂主義者」。
最初美國對於其提名並未發表官方評論，但在前往美國尋求更密切關係後，反而讓巴拉克·奧巴馬政府質疑其「繼續維持海峽兩岸關係穩定的能力」。2012年1月14日的總統選舉投票日，蔡英文對上中國國民黨現任總統馬英九、和親民黨候選人宋楚瑜。開票結果是馬英九以得票數689萬票（得票率51.60%）成功連任，擊敗蔡英文獲得的609萬票（45.63%），後者高票落選。在雨夜中，蔡英文向支持者發表總統選舉的敗選感言，因其真摯深刻而打動人心，被譽為臺灣有史以來最具風度的落選感言。
| 2012年第13任總統暨副總統選舉 | 2012年第13任總統暨副總統選舉 | 2012年第13任總統暨副總統選舉 | 2012年第13任總統暨副總統選舉 | 2012年第13任總統暨副總統選舉 | 2012年第13任總統暨副總統選舉 | 2012年第13任總統暨副總統選舉 |
| 號次                         | 候選人                       | 性別                         | 推薦政黨                     | 得票數                       | 得票率                       | 當選標記                     |
| ---------------------------- | ---------------------------- | ---------------------------- | ---------------------------- | ---------------------------- | ---------------------------- | ---------------------------- |
| 1                            | 蔡英文、蘇嘉全               | 女、男                       | 民主進步黨                   | 6,093,578                    | 45.63%                       |                              |
| 2                            | 馬英九、吳敦義               | 男、男                       | 中國國民黨                   | 6,891,139                    | 51.60%                       |                              |
| 3                            | 宋楚瑜、林瑞雄               | 男、男                       | 親民黨                       | 369,588                      | 2.76%                        |                              |

### 再任黨主席

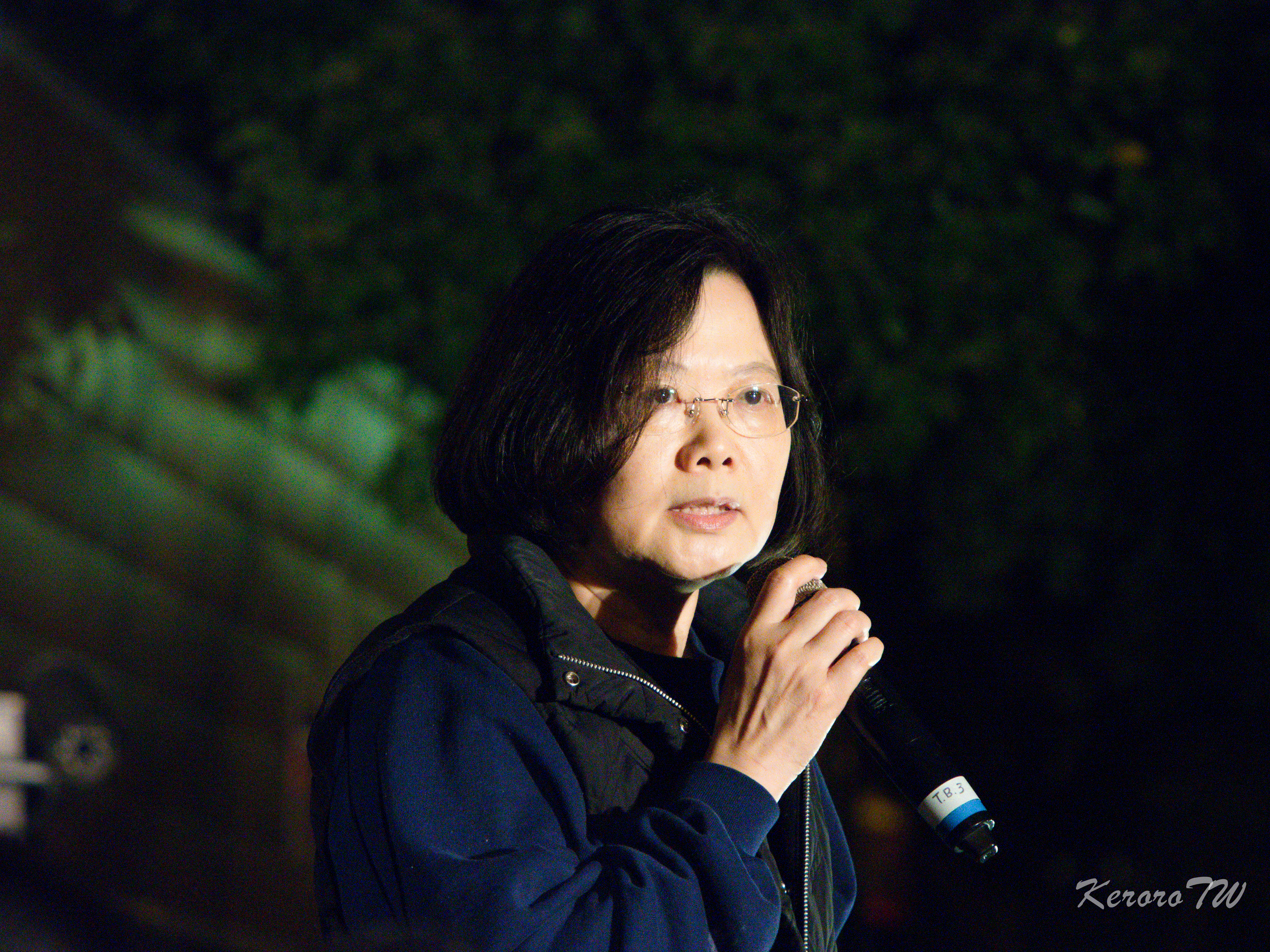
2014年3月18日，蔡英文在立法院前抗議《海峽兩岸服務貿易協議》的行動中演講

蔡英文除了在記者會上承認敗選，也宣布會承擔責任辭去民主進步黨主席職務。後來她留任至2月底，除了在黨內進行選戰檢討，也在農曆年後展開謝票行程。隨後陳菊被任命為代理主席，並在2月29日與蔡英文交接，後者正式卸下黨主席一職。同年5月，蘇貞昌當選成為新任黨主席。在卸任黨主席後，沒有擔任公職、甚至沒有政黨工作的蔡英文，除了維持一個辦公室，也開始思考規劃未來的走向。
敗選後的她也曾經考慮過放棄政壇，並被批評管理不善、理念未說服選民，且過分依賴少數顧問。但她認為選戰展現的意志力與熱情，及許多人共同投入，遠超過先前幾次總統選舉。群眾也讓她感受到期待很深，且臺灣仍有許多結構性障礙及長期性問題。8月5日，她先是創立「想想論壇」，希望藉此與中國大陸研究人員展開學術交流，並逐步與中國政府對話。隔天，她進一步成立「小英教育基金會」，由林全擔任執行長。當中拋出「三根火柴」的論點，繼續結合研擬「十年政綱」、政策的學者專家，並廣邀各界人士參與茶會。
在這期間，蔡英文也盡可能訪問臺灣各地，起草有關臺灣未來的計畫，開始醞釀第二次競選活動。最終在2014年3月15日，她宣布再次參加民主進步黨於5月份舉辦的黨主席選舉，與現任黨主席蘇貞昌、要角謝長廷角逐。但在太陽花學運之後，蘇貞昌和謝長廷退出選舉，蔡英文因而僅與前任高雄縣副縣長郭泰麟競爭黨主席。5月25日，蔡英文以85,410張選票（得票率93.71%）擊敗唯一的對手郭泰麟，成功第三度當選，回任成為黨主席，也是該黨當選最多任的黨主席。
蔡英文得到傳統民主進步黨的支持，包括南部選民、年輕選票、還有認同自己是臺灣人者。期間，蔡英文也批評馬英九對於中華人民共和國的立場。在面對黨內要求凍結台獨黨綱，蔡英文則未積極處理。為了11月29日舉行的地方公職人員選舉，她為全臺各地的候選人站臺，藉此激勵對國家方向感到失望的選民團結。在她的領導下，民主進步黨在這次全國性地方選舉首次取得重大勝利，贏得13席直轄市長及縣市長席次，聲勢也因而壯大。

## 中華民國總統

### 第一任期

#### 競選總統

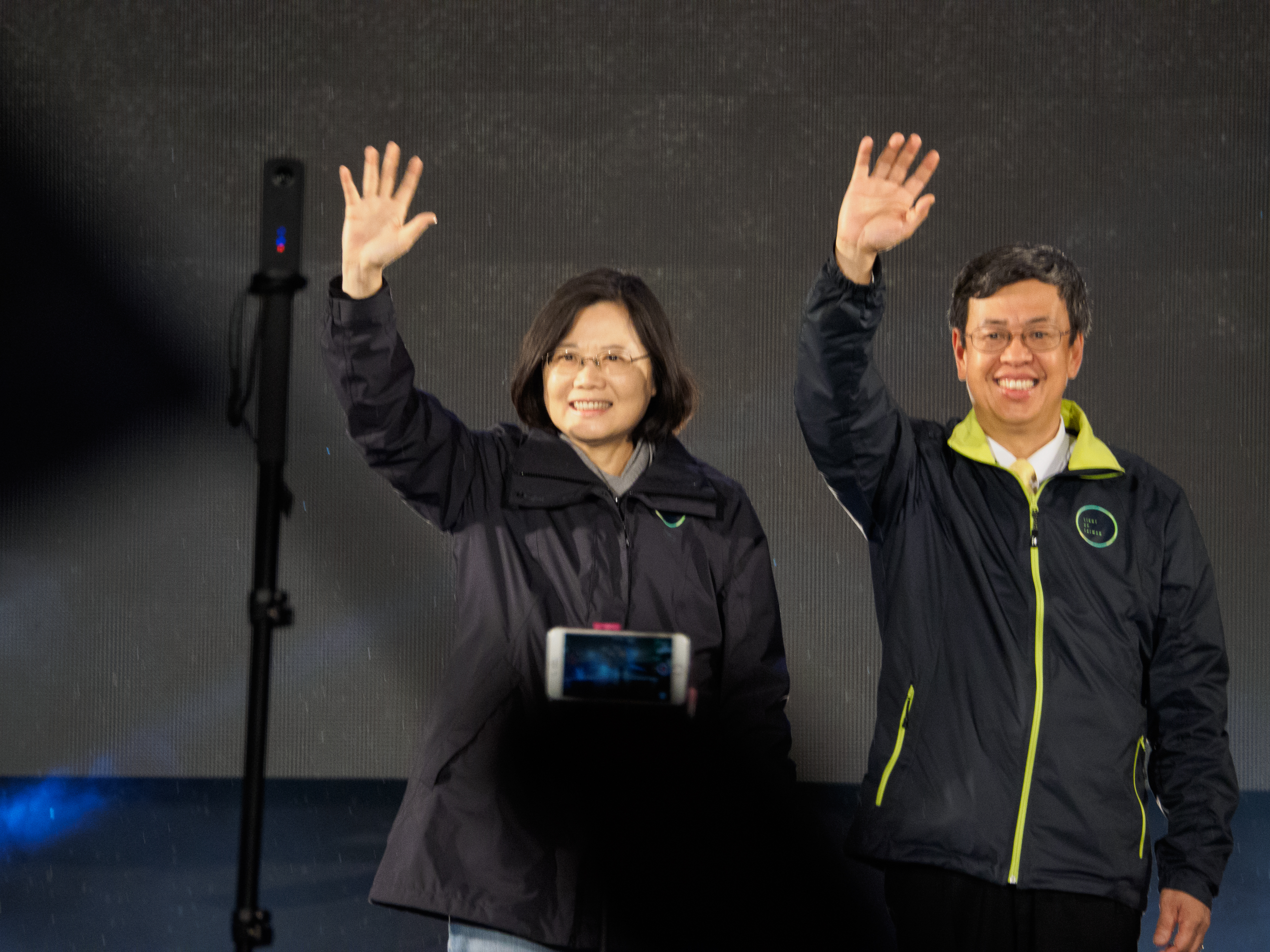
2016年1月15日，蔡英文和陳建仁出席民主進步黨在凱達格蘭大道的造勢活動

2015年2月15日，蔡英文宣布再次競選提名初選，並正式登記民主進步黨總統候選人。隨後賴清德和蘇貞昌表態不會參與初選。4月15日，民主進步黨中央執行委員會正式提名蔡英文為總統候選人，參加2016年第十四任總統選舉，這也是其第二次代表該黨參選總統。她公開表示該黨處理海峽兩岸關係的基本原則是「維持兩岸現狀」，包括在經濟發展上支持維持與中國大陸合作的現狀，但也希望能與日本簽署自由貿易協定，並認為有必要在美國支持下加入跨太平洋夥伴關係協定
5月30日，蔡英文展開為期12天的訪問美國行程。其中除了會見美國參議院議員、美國眾議院議員傑克·里德等政界人士外，還進入白宮與美國國家安全會議官員會面、及進入美國國務院會見美國副國務卿安東尼·布林肯，開創臺灣總統候選人先例。對此，美國國務院表示這次訪問「富有建設性」。在與紐約的臺灣裔美國人發表講話時，蔡英文表示願意在即將舉行的選舉中，與臺灣第三勢力合作。10月16日，她展開高規格訪問日本行程，期間傳出「巧遇」日本內閣總理大臣安倍晉三。
2015年10月17日國民黨中央召開臨時全國代表大會，廢止洪秀柱總統選舉提名資格，徵召朱立倫參選2016年中華民國總統選舉，蔡英文又一次與朱立倫對壘。不同於上次爭奪新北市長的副揆之戰，這次總統大選被戲稱為英倫之戰（雙關於二次大戰的英倫空戰）。
11月14日，蔡英文競選辦公室宣布民主進步黨副總統參選人，選擇的競選夥伴為中央研究院副院長、流行病學家陳建仁。11月27日，兩人正式登記參加2016年總統選舉。2016年1月16日，在第十四任總統、副總統選舉中，參與對手還有中國國民黨推出的朱立倫和王如玄組合，與親民黨和民國黨合作的宋楚瑜和徐欣瑩搭檔，蔡英文的輿論調查一直大幅領先另外兩組候選人。總統選舉結果是蔡英文以絕對優勢當選，獲得6,894,744張選票（得票率56.12%），擊敗獲得31.04%選票的對手朱立倫、和獲得12.83%選票的對手宋楚瑜，成為中華民國開國以來第一位女性總統，同時也是亞洲首位非政治世家出身背景的女性民主國家元首。
| 2016年第14任總統暨副總統選舉 | 2016年第14任總統暨副總統選舉 | 2016年第14任總統暨副總統選舉 | 2016年第14任總統暨副總統選舉 | 2016年第14任總統暨副總統選舉 | 2016年第14任總統暨副總統選舉 | 2016年第14任總統暨副總統選舉 |
| 號次                         | 候選人                       | 性別                         | 推薦政黨                     | 得票數                       | 得票率                       | 當選標記                     |
| ---------------------------- | ---------------------------- | ---------------------------- | ---------------------------- | ---------------------------- | ---------------------------- | ---------------------------- |
| 1                            | 朱立倫、王如玄               | 男、女                       | 中國國民黨                   | 3,813,365                    | 31.04%                       |                              |
| 2                            | 蔡英文、陳建仁               | 女、男                       | 民主進步黨                   | 6,894,744                    | 56.12%                       |                              |
| 3                            | 宋楚瑜、徐欣瑩               | 男、女                       | 親民黨                       | 1,576,861                    | 12.83%                       |                              |

#### 交接準備

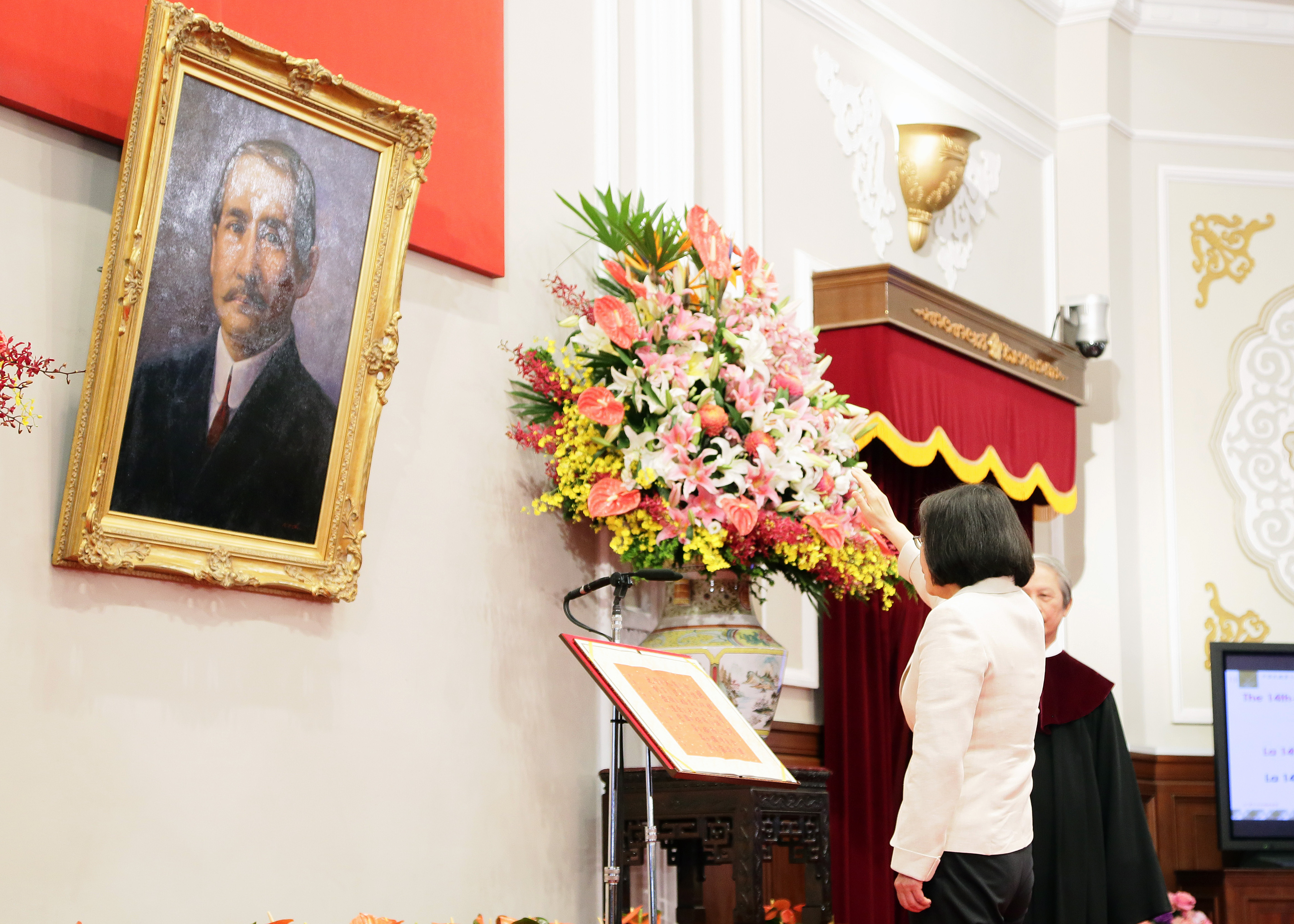
2016年5月20日，蔡英文宣誓就任第十四任中華民國總統

在2016年立法委員選舉，民進黨勝選，並在立法院取得過半數的委員席次，同時亦贏得總統選舉締造臺灣第三次政黨輪替，蔡英文在勝選演說時以總統當選人的身分提出「謙卑、謙卑、再謙卑」的訴求。對於民主進步黨重返執政，中國大陸則是強調反對臺灣獨立。2月19日，民主進步黨和馬英九政府各自成立交接小組，並舉行第一次會議，商討政權交接工作的內容。
隨著政黨輪替將近，即將上任的蔡英文政府有上千名能夠重新任命的職務空缺，當中經政治任命的行政院所屬各機關首長、次長及機要有數百人。3月30日，現任總統馬英九與總統當選人蔡英文正式舉行「雙英會」，雙方針對年金、外交、南海、能源等議題進行討論。而隨著準行政院院長林全的內閣人事底定，蔡英文親自到4月30日的共識營監督。
5月20日，蔡英文在司法院院長許宗力的監誓下，於中華民國國旗及國父遺像前，正式宣誓就任第十四任中華民國總統，成為中華民國建國105年以來第一位女性總統，也是亞洲首位非出身政治世家的女性國家元首。隨後，由立法院院長蘇嘉全頒授中華民國國璽。蔡英文首次接掌總統職位後就立刻下令批准林全接任行政院院長的公文。

#### 內政

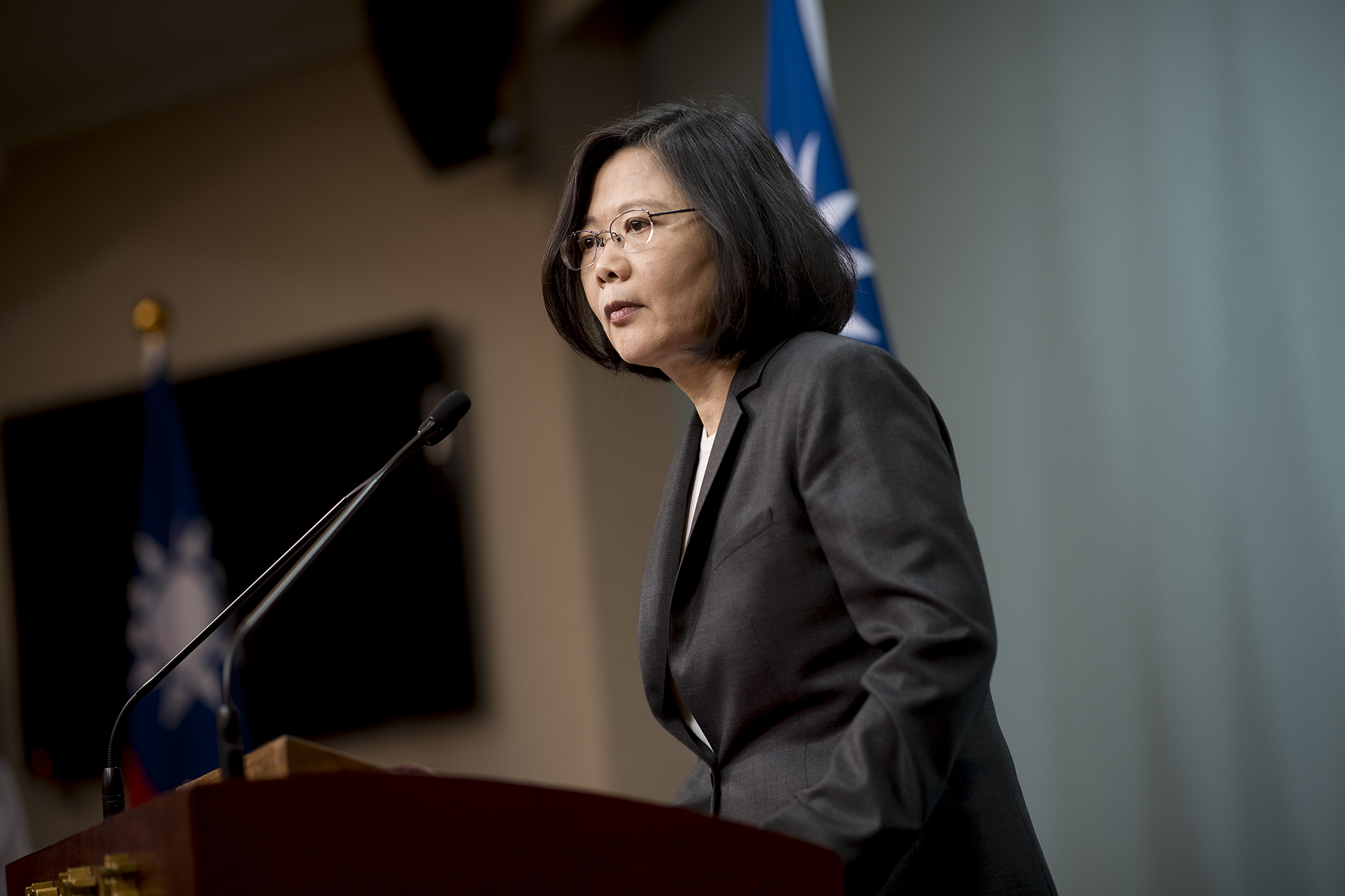
2017年4月19日，蔡英文發表年金改革談話，並強調其重要性

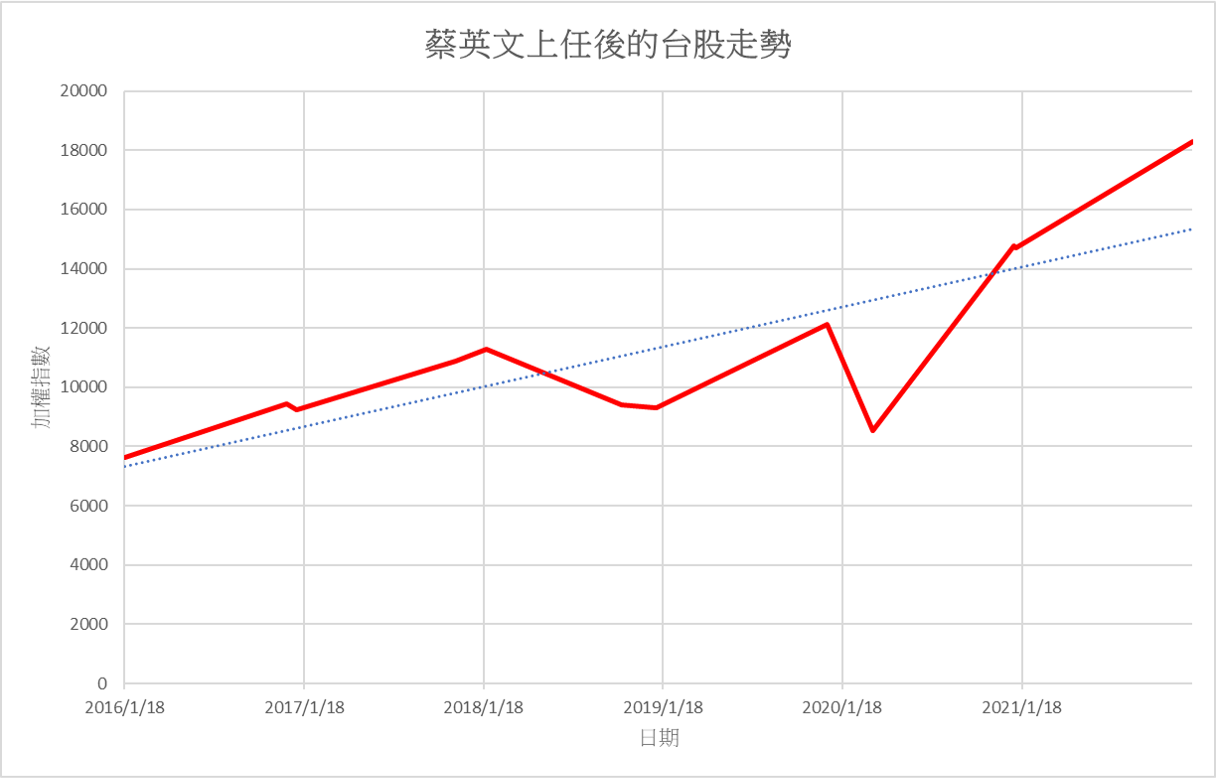
蔡英文上任後的台股走勢

蔡英文視臺灣為一個民主國家，她批評美國聯邦政府自1979年以後將臺灣定義為政治實體，導致臺灣內部有「不同的中國觀」。她於2016年8月1日原住民族日代表政府向臺灣原住民族道歉。行政院在同年8月31日成立不當黨產處理委員會，調查並沒收中國國民黨的部分黨產。2018年5月31日，中華民國促進轉型正義委員會掛牌成立。蔡英文政府早前也成立國家年金改革委員會，重新討論軍公教的年金優惠政策，但在2016年9月3日引發任內首次大規模示威活動。
蔡英文的願景強調以臺灣為核心，希望打造一個經濟上更加獨立的臺灣，並提出五加二產業創新計畫。她在2016年9月29日《給民主進步黨黨員的信》中，表示要力抗中國壓力，並發展與其他國家的關係。她認為海峽兩岸的經濟競爭多於互補，致力降低處境艱難的臺灣經濟，對於中國大陸經濟的依賴，從而行塑健康、正常的經濟架構。2017年3月23日，行政院公布預算達8年新臺幣8,825億元的前瞻基礎建設計畫，內容包括鋪設軌道、開發綠色能源與建構超寬頻網路等。2018年12月6日，立法院通過《勞動基準法》修正案，加入一例一休。在所得稅制優化方案中提高綜合所得稅標準扣除額，減輕薪資所得者及免於經濟弱勢者的稅賦。蔡英文也承諾處理年輕人就業問題，並推動社會住宅與長照2.0。
蔡英文認為同性婚姻意味著高度平等和保護人權，任內三讀通過的《司法院釋字第七四八號解釋施行法》在2019年5月24日生效，是亞洲同性婚姻合法化的首例。她還提出增加可再生能源的分額，並在2025年內全面廢除核電廠的「2025年非核家園」主張。但為了解決2016年5月高溫的供電困境，台灣電力公司很快就考慮重啟已停機17個月的第一核能發電廠一號機。對此，中華民國經濟部部長李世光表示非核家園承諾，並不等於馬上廢除核電廠。同年10月，行政院會議批准民間參與可再生能源事業的《電業法》修正案，以在2025年實現「零核電」目標。此修正案於2017年1月11日經立法院三讀通過，是亞洲首個非核法案。但同年8月15日，臺灣600萬（約全臺户數的一半）戶家庭發生停電事故，導致蔡英文向國民致歉、經濟部部長李世光辭職，同時也出現對於廢除核電廠政策的批判。
2016年11月7日，中華民國衛生福利部針對禁止進口日本5個災區食品的議題，向立法院提出排除福島縣食品後的部分進口方案。但因民主進步黨提出的資料不足和討論態度，便有民間組織提出批評。11月12日至11月14日，行政院在全臺灣辦理10場公聽會。但舉行公聽會時，由於遭到中國國民黨、民眾和民間團體等反對，各地出現騷亂場面。2018年11月24日，因九合一選舉失利，蔡英文宣布辭去民主進步黨主席。

#### 外交

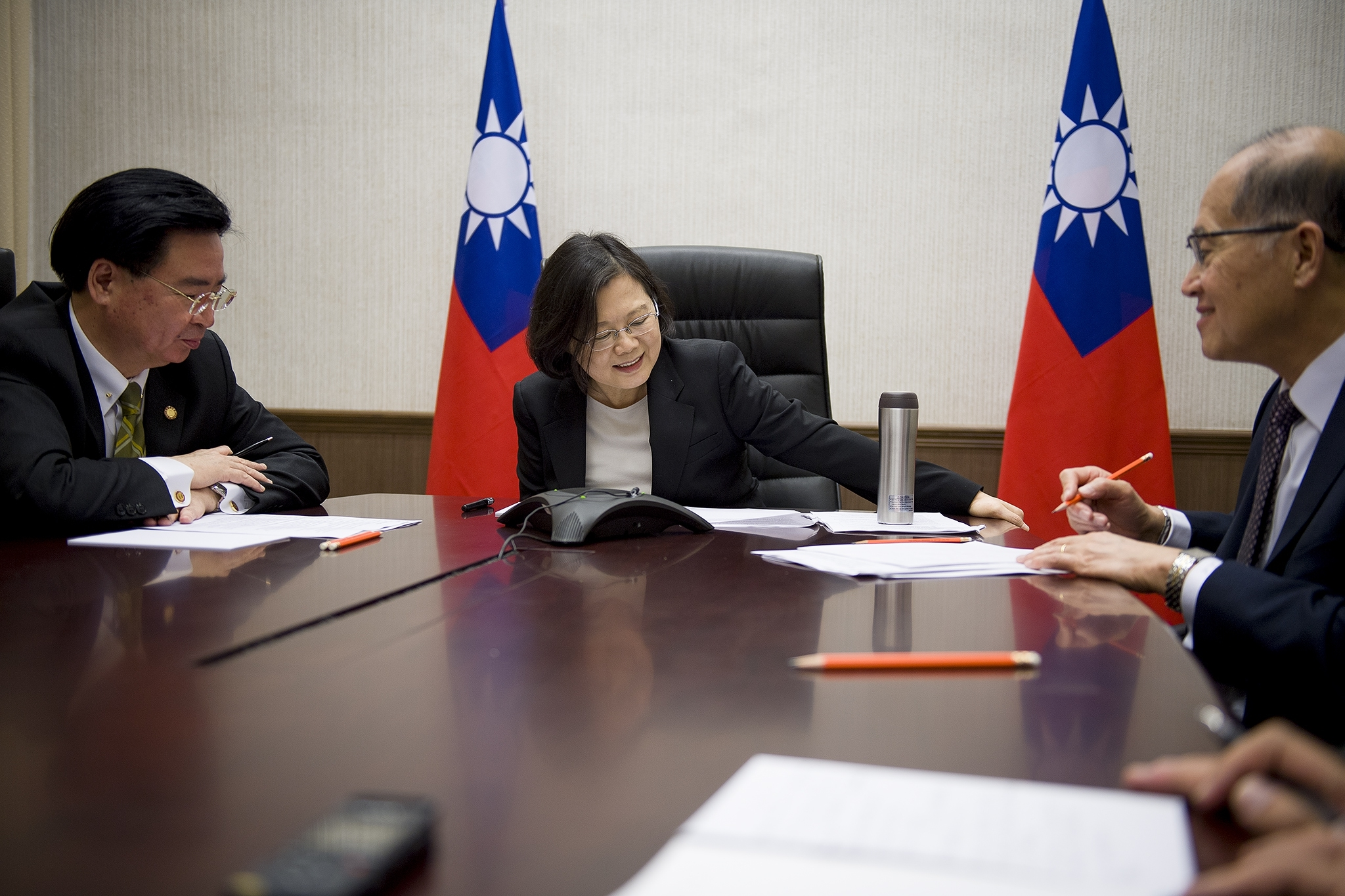
2016年12月3日，總統蔡英文在國安會秘書長吳釗燮（左）、外交部長李大維（右）陪同下與美國總統當選人川普通話

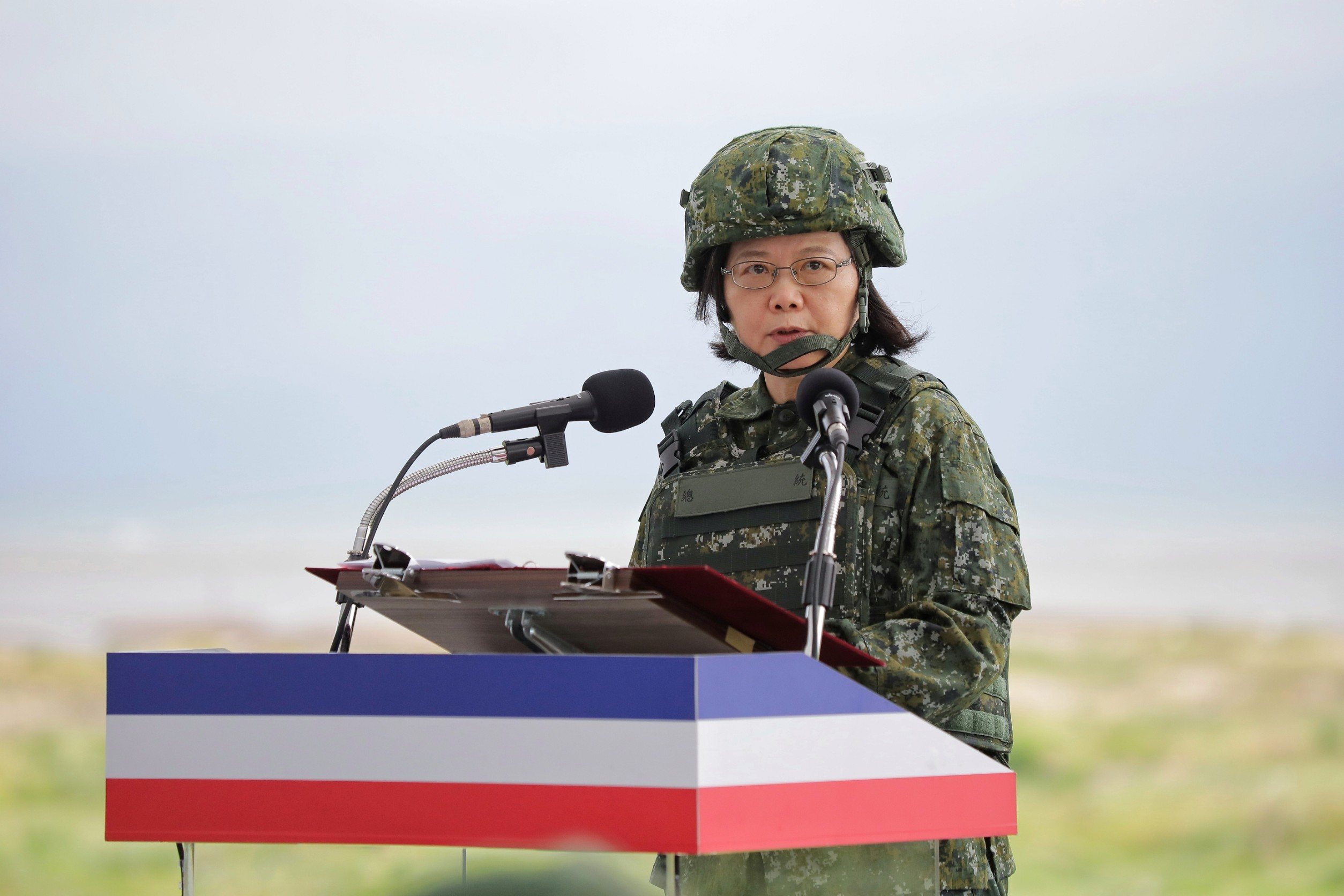
蔡英文身穿軍裝視察指導漢光36號演習「三軍聯合反登陸作戰」操演（2020年7月）

蔡英文第1个总统任期内，有7个国家相继与中华民国断交并与中华人民共和国建交：圣多美和普林西比（2016年）、巴拿马（2017年）、多米尼加（2018年）、布基纳法索（2018年）、萨尔瓦多（2018年）、所罗门群岛（2019年）、基里巴斯（2019年）。
蔡英文將美國視為世界上最重要的民主國家，也是臺灣最重要的戰略夥伴。因此，她認為臺灣和美國應有穩定的政策，並保證臺灣是美國的可靠夥伴。而從民主進步黨上臺以來，對於中華人民共和國的立場則是維持現狀，同時呼籲承認臺灣選擇民主的現實。蔡英文還敦促其他國家對抗中華人民共和國在南海的軍事擴張，及捍衛民主與自由。不過與其前任不同，儘管拒絕承認「一個中國」原則和「九二共識」，蔡英文仍然希望不預設條件下，與中華人民共和國領導人習近平會面。但因未確認共同的政治基礎，中華人民共和國凍結與中華民國的談判，雙方的聯繫溝通機制亦停擺。
7月13日，由於常設仲裁法院判決南沙群島中的太平島是沒有專屬經濟區的礁，蔡英文表示「這損害臺灣權利」而無法接受，並派遣康定級巡防艦巡航。立法院也聲明表示中華民國不承認國際仲裁的片面決定，並抗議判決書中的「中國臺灣當局」稱呼。7月19日，蔡英文因應南海爭議召開國安高層會議，提出四項原則。為了避免與日本發生爭議，原定7月底舉行的臺日海洋事務合作對話推遲。8月16日，蔡英文召開「對外經貿戰略會談」，通過強化東南亞國家協會、南亞、紐西蘭、澳洲關係的「新南向政策」。
2016年12月3日，蔡英文與美國總統當選人唐納·川普進行電話會談，並向後者表達祝賀。這是自1979年中華民國與美國斷絕外交關係以來，中華民國總統首次與美國總統當選人公開電話會談。儘管蔡英文曾希望再次進行會談，也表示不會出現重大的政策轉變。在川普就任總統後，轉而著重與中華人民共和國領導人習近平「建立個人的良好關係」。但這仍導致中華人民共和國的震驚與憤怒，而對臺灣展開報復。中華人民共和國除了進行軍事演習外，也對其他國家和公司施加外交壓力，這使得邦交國數量減少，中華民國在2017年5月也未獲得世界衛生大會的邀請函。
2017年5月25日，蔡英文視察應對中國人民解放軍奇襲登陸的演習，表示作為三軍統帥，將是中華民國國軍的「後盾」。而當諾貝爾和平獎得主劉曉波在監禁期間逝世，她呼籲：「中國大陸當局展現自信，推行政治改革，讓中國大陸人民享有民主自由的天賦權利。」9月15日，儘管臺灣並非聯合國會員國，她則指示全力協助聯合國安全理事會決議的經濟制裁措施，在9月22日全面禁止與北韓貿易，包括拘留本地走私業者、禁止北韓船艦入港及展開臨檢等。
2019年1月2日，蔡英文召開臨時記者會回應中國共產黨中央委員會總書記習近平在「《告台湾同胞书》发表40周年纪念会」上發表的《习五条》，表示：「始終未接受九二共識」，「堅決反對一國兩制」。

### 第二任期

#### 競選連任
| 2020年第15任總統暨副總統選舉 | 2020年第15任總統暨副總統選舉 | 2020年第15任總統暨副總統選舉 | 2020年第15任總統暨副總統選舉 | 2020年第15任總統暨副總統選舉 | 2020年第15任總統暨副總統選舉 | 2020年第15任總統暨副總統選舉 |
| 號次                         | 候選人                       | 性別                         | 推薦政黨                     | 得票數                       | 得票率                       | 當選標記                     |
| ---------------------------- | ---------------------------- | ---------------------------- | ---------------------------- | ---------------------------- | ---------------------------- | ---------------------------- |
| 1                            | 宋楚瑜、余湘                 | 男、女                       | 親民黨                       | 608,590                      | 4.26%                        |                              |
| 2                            | 韓國瑜、張善政               | 男、男                       | 中國國民黨                   | 5,522,119                    | 38.61%                       |                              |
| 3                            | 蔡英文、賴清德               | 女、男                       | 民主進步黨                   | 8,170,231                    | 57.13%                       |                              |

2020年5月20日，蔡英文以817萬票打敗國民黨的韓國瑜及親民黨的宋楚瑜兩位對手，成功連任中華民國第15任總統，為中華民國史上連任得票數最高的總統，亦是第一位成功連任的女總統。
中國大陆央视对于蔡英文第二任期的就职典礼上仍然未提“九二共识”，以及对“一国两制”表达“绝不接受”的立场，表示答卷相比四年前更加不合格。包括央视在内的中國大陆多家官方媒體亦于典礼后表示抗議，並稱支持“台独”及美国国务卿蓬佩奥给蔡英文发贺电的行为属于在台湾问题上开倒车。

#### 內政

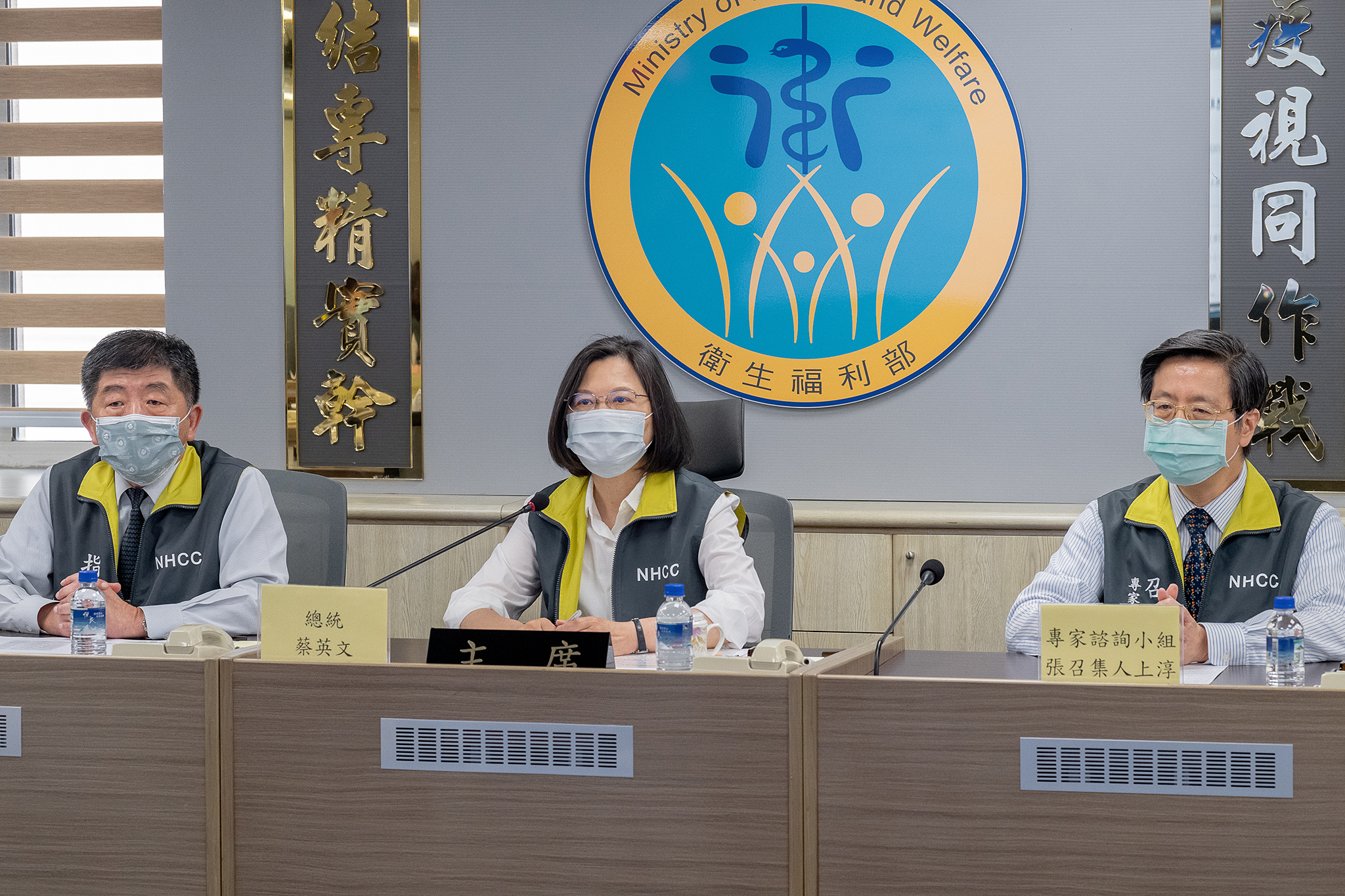
蔡英文在臺湾爆發疫情期間視導中央流行疫情指揮中心

2020年蔡英文成功連任後所面臨的第一個挑戰即為2019冠状病毒病疫情。同年4月時代力量委託趨勢民調公司對於蔡政府在對抗该疫情的表現進行民調，該份民調顯示其創下執政以來新高的支持度，高達七成民眾滿意施政，八成四的民眾認同政府處理疫情的施政作為。然而，隨後發生的萊豬進口風波、第三級防疫警戒使其受到民意輿論的挑戰。

#### 國防
2022年3月11日，國軍特戰部隊士兵電郵致呈總統，投訴國軍補給、整訓與政戰等存在多方弊端，士兵自費外購戰鬥個裝，相對教召內容成對比，並建請免除大兵日記制。處理過程中，其陳情文號與個資遭人自總統府內非法拍照並外洩而曝光；國防部長邱國正回應不會放過他，要修理「哭爸」（闽南語粗話，意为「叫苦」）的人；但經立法院朝野立委質詢後澄清不知是誰，不會去抓；戰鬥個裝撥補按優先順序，見不得人家好是幼稚、很窩囊。該事件引發政、軍、社各界對國軍後勤補給與總統府密資處理程序等國安問題的注意和討論。

#### 外交
蔡英文第2个总统任期内，尼加拉瓜、洪都拉斯、瑙鲁分别于2021年、2023年、2024年与中华民国断交并与中华人民共和国建交。
此外，中华民国于2020年实质上承认了1991年从索马里独立的索马里兰，双方亦互设具大使馆功能的代表机构，但因其性质非正式的大使馆，被视为非正式的外交关系。故无法计入邦交国数目。
即使因中华人民共和国打壓而致斷交10個邦交國，但近年來台灣能見度逐漸提升，傳統外交承認之外的「非官方支持」也越來越多。多國國會議員訪台頻率增加，以顯對台情誼。

## 卸任后
卸任後，蔡英文暫時以總統辦公室的形式持續關心公共事務，其辦公室位於台北市信義區信義路一帶，鄰近衛生福利部中央健康保險署，辦公室主任則擬由前國發會副主委、前總統府副秘書長施克和出任。5月22日，蔡英文在辦公室接見卸任後首位訪賓，前立陶宛總統达利娅·格里包斯凯特。
受國際智庫邀請，蔡英文在2024年10月時出訪歐洲，並出席公元2000論壇。同年11月，她赴加拿大參加哈利法克斯國際安全論壇，期間會晤多名美國聯邦參議院現任、候任議員。
2025年5月中，蔡英文再次出訪歐洲，並於哥本哈根民主高峰會、英國國會、倫敦政經學院等地發表演說。

## 個人生活

### 生活方式

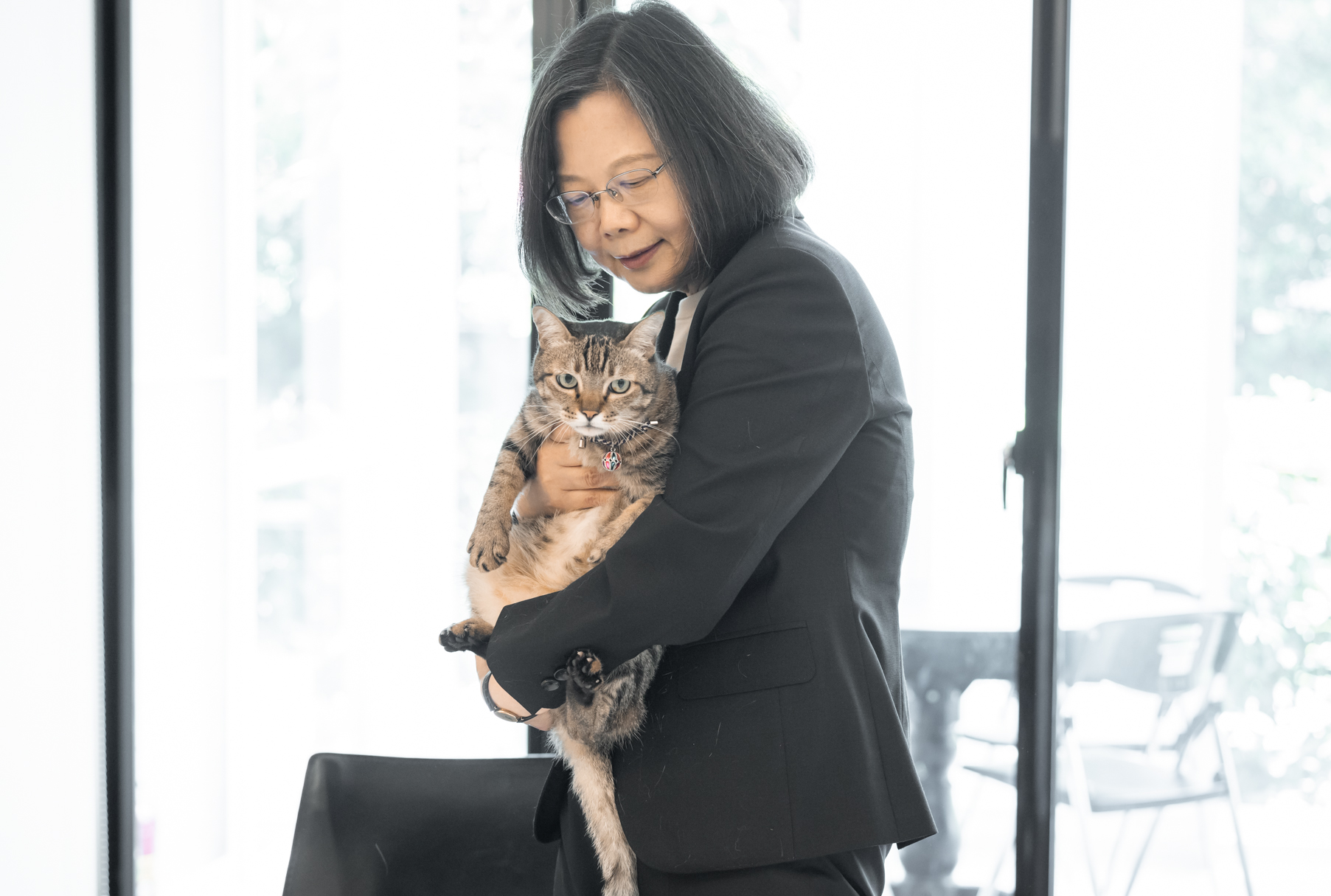
位於官邸的蔡英文抱著蔡想想

蔡英文的個性內斂、具有文才，被形容是「那種喜歡在早上喝黑咖啡或烏龍茶時，跟你辯論保護主義的人」。由於沒有獨特的魅力或天賦，她習慣以真誠、智慧和堅持來說服他人。不過她的行事風格向來低調、不刻意表現，並且是通過競選公職的經歷，才使自己能夠更加接近民眾。蔡英文居於中華民國總統官邸期間，特勤使用任務代號「永和」；她通常是每天早上6時起床，大約在上午9時到辦公室，並有自己手沖咖啡的習慣。
過去蔡英文住處位在敦化南路，其家人長期將仍然將她當作小女兒般照顧。她幾乎每週固定與父母親一起吃飯，並陪伴母親逛畫廊，住在陽明山的母親也常到其住處打理家務。根據中華民國中央選舉委員會在2011年12月的財產申報資料中，蔡英文名下擁有4筆土地、2筆建物，並有1,800萬元存款、4,600萬餘元債券等。而在監察院於2016年的《廉政專刊》，其名下有4,927萬元存款，以及臺北市、新北市兩房產，身家近上億元。
蔡英文從小就喜歡貓，並在臺北市飼養「蔡想想」和「蔡阿才」兩隻貓，在競選活動期間也經常出現。「蔡想想」原本是流浪貓，是民主進步黨立法委員蕭美琴2012年至花蓮縣勘查風災時，在路邊撿到後交給蔡英文收養。2015年春節，蔡英文便抱著「蔡想想」一起錄製拜年影片。同年7月，蔡英文又收養另一隻來自臺東縣的虎斑貓「蔡阿才」。2016年10月，蔡英文收養「Bella」、「Bunny」和「Maru」三隻退役導盲犬，三者皆已逝世。2020年，蔡英文使用猫咪头像作为Twitter的用户头像。

### 感情生活
蔡英文一直處於沒有結婚的單身狀態，也沒有孩子。蔡英文對於婚姻感情的話題保持低調態度，在大學時期，曾經有三位男同學追求蔡英文，但是當時的她專心學業；在前往美國康乃爾大學法學院攻讀法學碩士期間，蔡英文當時有一位論及婚嫁的男友，但是因發生登山意外而身亡。這件事情讓她難忘，也是她唯一公開過的一段感情。另外在倫敦政治經濟學院求學時，據傳她還有過一位男友，雖然兩人的感情很好，但因為父親反對而最終分手。
在2012年競選總統期間，前民主進步黨主席施明德曾經要求蔡英文公開透露自己的性取向，然而後者拒絕回答，大多數媒體則是譴責施明德的談話內容。而在2016年的總統選舉中，性別差異在選民意識中已經不重要。不過在同年，中華人民共和國的官方媒體仍然以蔡英文單身為由，而指稱蔡英文的風格「極端化」、「情感化」。

## 影響

### 公眾形象

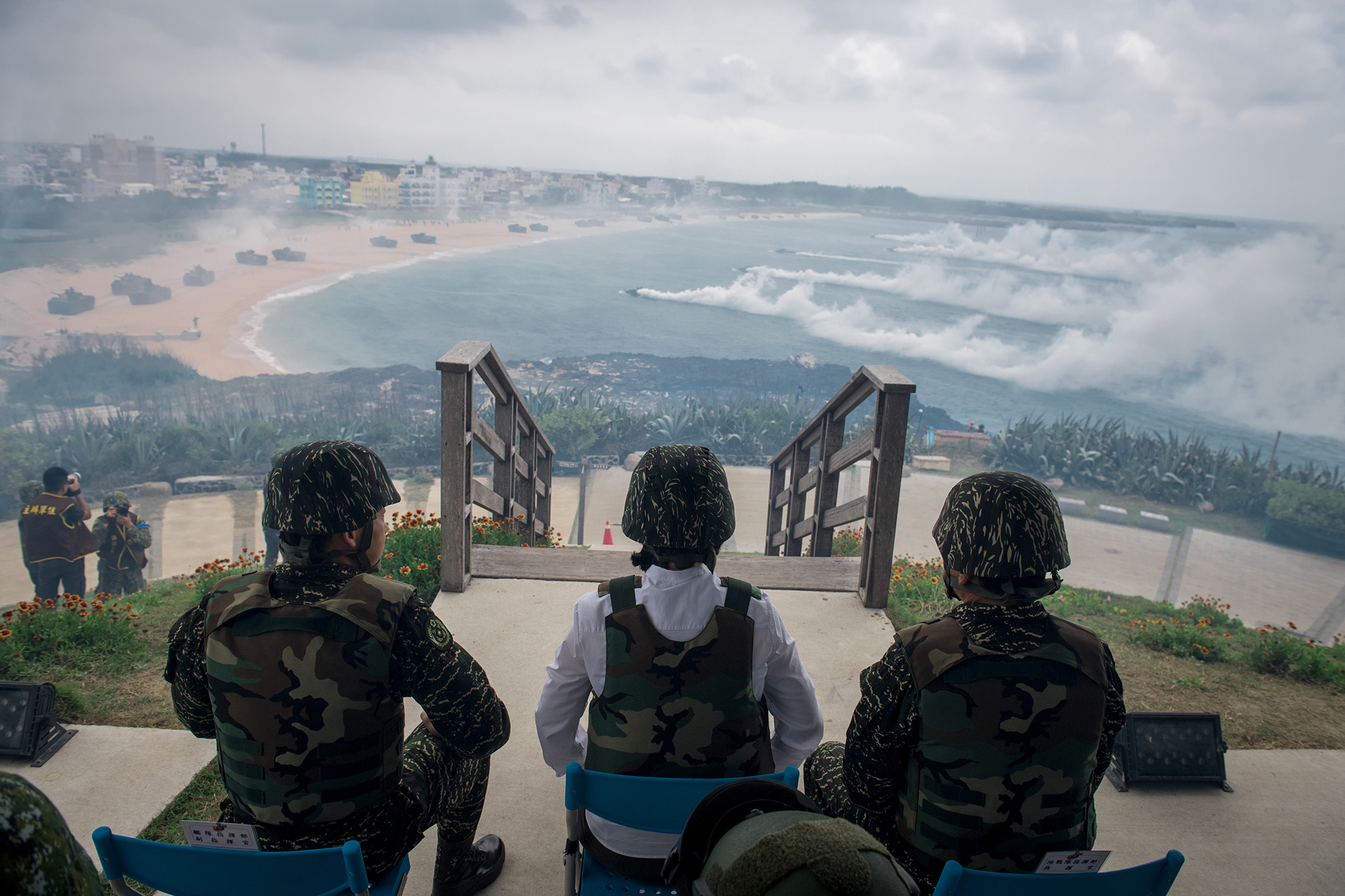
蔡英文是亞洲首位非出身政治世家的女性總統

蔡英文曾經留學英國，並以柴契爾夫人為政治榜樣，她成為亞洲首位非出身政治世家的女性總統，在以男性為主的政治圈中屬於特例。蔡英文具有專業的國際觀和海峽兩岸關係事務的經驗。而就像馬英九一樣，在擔任行政院大陸委員會主任委員、民主進步黨主席、總統候選人期間，蔡英文也獲得是一位學院派學者的風評，同時也是一位「沒有意外」的保守領導人。然而在許多方面，她仍然是民主進步黨不尋常的選擇，代表著該黨在許多方面與過去決裂。其支持者大多會稱呼她為「小英」。
除了是亞洲具有影響力的女性之一，她亦被認為是勇於挑戰中華人民共和國。2015年6月，其照片登在美國雜誌《時代》亞洲版封面，標題為「她將可能領導華人世界唯一民主國家，這讓北京感到緊張」，並收錄專訪。同年，英國《經濟學人》年刊將她和各國元首、重要影響力人物並列。12月11日，英國《金融時報》選出2015年度全球代表女性，指出其堅忍不拔的意志，使其成為2016年臺灣總統候選人中的領先者，也是該年最具有權勢的華人女性代表。
2016年4月21日，《時代》將蔡英文列入2016年全球最具影響力百大人物名單。同年，美國《華盛頓郵報》旗下刊物《外交政策》期刊公布2016年「FT 100全球知識分子」，蔡英文因「勇於挑戰強權」，而在政治類決策者項目獲選為百大思想家，該網站亦有相關報導。蔡英文也被認為是全球最有權勢的女性之一。2017年，《富比士》雜誌公布「世界百名權威女性」名單，她便名列15名。同年，美國商業雜誌《財星》公布全球前五十大領袖，蔡英文排名第八位。2020年，時代雜誌認為她是當年100位最具影响力人物之一。2021年，《富比士》雜誌公布「世界百名權威女性」名單，因台灣優秀的防疫表現以及台海局勢，使得蔡英文名列第9名。
不過因為2008年遊行時發生嚴重流血衝突，及蔡英文將當時的暴力事件描述成「零星事件」，泛藍陣營稱她為「暴力小英」。而從2011年8月以來，批判者則因其政策抽象、模糊，將她稱作「空心菜」或「空心蔡」。爾後她一直面臨這類批評，並延續至2016年總統選舉，譏諷其海峽兩岸政策仍然「空心」。中国大陆网络舆论亦认同她执政能力欠佳的观点，并出于武统台湾的意愿，表现出对她的“支持”。另一方面，其眼鏡和學生妹頭造型，和日本網路遊戲《艦隊Collection》中的角色「霧島」相似，因此有「霧島蔡英文」或「霧島小英」的暱稱。甚至在2015年11月14日，便有「霧島」的黏土人被送到全國競選總部。
2019年1月2日，時值中華人民共和國在1979年1月1日發布《告台灣同胞書》的四十周年，時任中共中央總書記習近平出席紀念儀式並發表談話，宣誓兩岸和平統一、一國兩制的方針。對此，蔡英文表示台灣人民絕不會接受一國兩制，並表現出堅持維護台灣主權的態度，此言論在Facebook等社群網站上引發熱烈討論。對於蔡英文的回應，饒舌歌手大支改編台灣嘻哈團體頑童MJ116的歌曲《辣妹》，表面上聲稱這是愛情小品歌曲，但歌詞中指出臺灣面臨的困境，並稱讚蔡英文的應對，之後便有媒體及網友以「辣台妹」稱呼蔡英文。蔡英文起初不知其涵義，在聽過大支的歌曲後理解其內容，表示「辣台妹之所以辣，是在於有自己的態度跟立場」，並指出「若台灣有需要時，我們都是辣台派」，就此建立出辣台妹與辣台派的形象，之後蔡英文於2020年中華民國總統選舉中勝選連任，被認為與這樣的形象有關。
2020年12月，因為台灣在新型冠状病毒肺炎的疫情控制被視為全球典範，蔡英文在《富比士》2020年「全球百大最有權勢女性」的榜單中，被評選為第37名。2023年《富比士》公佈的「全球百大最有權勢女性」榜單中，蔡英文則名列第30名。

### 勳章榮譽

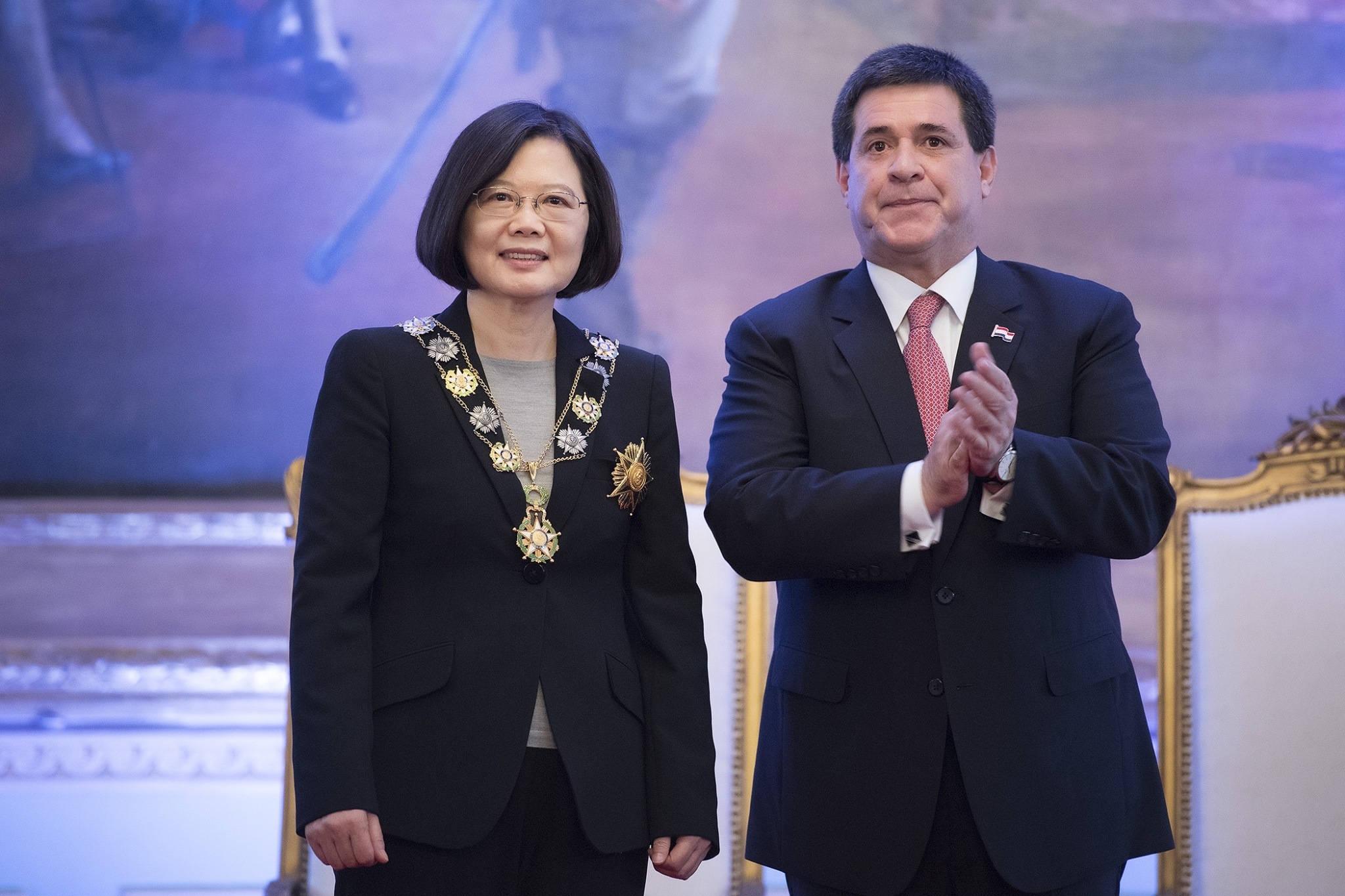
2016年6月28日，蔡英文接受巴拉圭總統奧拉西奧·卡特斯贈勳

| 贈勳日期      | 國別     | 勳章名稱                      | 贈勳人                           | 參考資料 |
| ------------- | -------- | ----------------------------- | -------------------------------- | -------- |
| 2016年6月28日 | 巴拉圭   | 索拉諾·羅培斯元帥國家懋績勳章 | 巴拉圭總統                       | [ 357 ]  |
| 2016年10月3日 | 宏都拉斯 | 弗朗西斯科·莫拉桑金質大十字大授勳章     | 宏都拉斯總統胡安·奧蘭多·埃爾南德斯         | [ 358 ]  |
| 2017年1月11日 | 瓜地馬拉 | 元首國鳥勳章                  | 瓜地馬拉總統吉米·摩拉利斯        | [ 359 ]  |
| 2017年1月13日 | 薩爾瓦多 | 荷西·馬蒂亞斯·德爾嘉多金質大十字勳章                | 薩爾瓦多總統薩爾瓦多·桑切斯·塞倫 | [ 360 ]  |
| 2018年4月17日 | 史瓦帝尼 | 大象勳章                      | 史瓦帝尼國王恩史瓦蒂三世         | [ 361 ]  |
| 2018年5月29日 | 海地     | 國家懋績大十字金質勳章        | 海地總統喬夫內爾·摩依士                | [ 362 ]  |
| 2018年8月17日 | 貝里斯   | 貝里斯勳章                    | 貝里斯總督楊可為                 | [ 363 ]  |
| 2023年4月1日  | 瓜地馬拉 | 金質五火山大十字勳章          | 瓜地馬拉總統亞歷杭德羅·賈麥岱    | [ 364 ]  |

## 選舉紀錄
| 年度 | 選舉屆數             | 選舉區           | 所屬政黨   | 得票數    | 得票率 | 當選標記 | 備註    |
| ---- | -------------------- | ---------------- | ---------- | --------- | ------ | -------- | ------- |
| 2004 | 第六屆立法委員選舉   | 全國不分區選舉區 | 民主進步黨 | 3,457,280 | 35.58% |          |         |
| 2010 | 新北市第一屆市長選舉 | 新北市           | 民主進步黨 | 1,004,900 | 47.39% |          | [ 365 ] |
| 2012 | 第十三任總統選舉     | 第十三任總統選舉 | 民主進步黨 | 6,093,578 | 45.63% | [ 366 ]  |         |
| 2016 | 第十四任總統選舉     | 第十四任總統選舉 | 民主進步黨 | 6,894,744 | 56.12% |          | [ 367 ] |
| 2020 | 第十五任總統選舉     | 第十五任總統選舉 | 民主進步黨 | 8,170,231 | 57.13% | [ 368 ]  |         |

## 個人著作
| 年分   | 書籍名稱                                                | 出版社     | 簡介                                                           | 國際標準書號        |
| ------ | ------------------------------------------------------- | ---------- | -------------------------------------------------------------- | ------------------- |
| 2011年 | 《洋蔥炒蛋到小英便當：蔡英文的人生滋味》                | 圓神出版社 | 蔡英文發表的第一本自傳，提到她的家庭背景、求學工作等。         | ISBN 978-9861333861 |
| 2012年 | 《一直同在Together＆Forever：我們和小英一起走過的旅程》 | 圓神出版社 | 蔡英文發表的攝影集，記錄發生的故事。                           | ISBN 978-9861334196 |
| 2015年 | 《英派：點亮臺灣的這一哩路》                            | 圓神出版社 | 蔡英文發表的著作，提到她對自己角色的看法，及對未來臺灣的期望。 | ISBN 978-9861335544 |

## 外部連結
- 蔡英文的Facebook專頁
- 蔡英文的Instagram帳戶
- 蔡英文的Threads
- 蔡英文的X（前Twitter）
- YouTube上的蔡英文頻道

| 中華民國國家元首 | 中華民國國家元首                                                                     | 中華民國國家元首                   |
| ---------------- | ------------------------------------------------------------------------------------ | ---------------------------------- |
| 前任： 馬英九    | 中華民國總統 第十四、十五屆 2016年5月20日－2024年5月20日                             | 繼任： 賴清德                      |
| 中華民國政府職務 |                                                                                      |                                    |
| 行政院           |                                                                                      |                                    |
| 前任： 蘇起      | 行政院大陸委員會主任委員 第六任 2000年5月20日－2004年5月20日                         | 繼任： 吳釗燮                      |
| 前任： 吳榮義    | 行政院副院長 第二十六任 2006年1月25日－2007年5月21日                                 | 繼任： 邱義仁                      |
| 前任： 吳榮義    | 行政院消費者保護委員會主任委員 第十任，行政院副院長兼任 2006年1月25日－2007年5月21日 | 繼任： 邱義仁                      |
| 政党职务         |                                                                                      |                                    |
| 民主進步黨       |                                                                                      |                                    |
| 前任： 謝長廷    | 民主進步黨主席（首次） 第十二、十三屆 2008年5月20日－2012年2月29日                   | 繼任： 陳菊（代理） 正任：蘇貞昌   |
| 前任： 蘇貞昌    | 民主進步黨主席（再次） 第十五、十六屆 2014年5月28日－2018年11月24日                  | 繼任： 林右昌（代理） 正任：卓榮泰 |
| 前任： 卓榮泰    | 民主進步黨主席（三次） 第十七屆 2020年5月20日－2022年11月26日                        | 繼任： 陳其邁（代理） 正任：賴清德 |

#invoke: Navbox